# Liste der Kulturdenkmale in Neukirch/Lausitz
In der Liste der Kulturdenkmale in Neukirch (Lausitz) sind die Kulturdenkmale der sächsischen Gemeinde Neukirch/Lausitz verzeichnet, die bis September 2024 vom Landesamt für Denkmalpflege Sachsen erfasst wurden (ohne archäologische Kulturdenkmale). Die Anmerkungen sind zu beachten.
Dabei werden auch die Gemarkungen Niederneukirch, Oberneukirch und Oberneukirch (Steinigtwolmsdorfer Anteil) angegeben.
Diese Liste ist eine Teilliste der Liste der Kulturdenkmale im Landkreis Bautzen. Sie ist nach den Anfangsbuchstaben der Adresse aufgeteilt.

## Neukirch (Lausitz)
| Bild                                    | Bezeichnung | Lage | Datierung                                                                                               | Beschreibung | ID       |
| --------------------------------------- | --- | --- | --- | --- | -------- |
| Direkt Bild zu diesem Denkmal hochladen | Straßenbrücke | (Gemarkung Oberneukirch, Flurstück 1976/40) (Karte)                                                            | 1877 | Segmentbogenbrücke aus Granitquadern mit wohl später beigefügtem seitlichen Geländer, weitgehend authentisch erhalten, bau-, verkehrs-, eisenbahn- und regionalgeschichtliche Bedeutung | 09307260 |
|                                         | Wohnhaus in offener Bebauung | Alte Straße 4 (Karte)                                                                                          | 2. Hälfte 19. Jahrhundert                                                                               | Gemarkung Niederneukirch, baugeschichtlich von Bedeutung, Obergeschoss und Giebel verschiefert, Erdgeschoss in Bruchsteinmauerwerk | 09288796 |
|                                         | Wohnhaus (Umgebinde) | Alte Straße 20 (Karte)                                                                                         | 2. Hälfte 19. Jahrhundert                                                                               | Gemarkung Niederneukirch, baugeschichtlich von Bedeutung, DDR-Liste, Ständer mit Kopfband, Geschossbau, Obergeschoss mit Asbestplatten vernagelt | 09288794 |
|                                         | Wohnstallhaus | Alte Straße 24 (Karte)                                                                                         | Um 1870                                                                                                 | Gemarkung Niederneukirch, baugeschichtlich von Bedeutung, originale Tür mit Glas, Fachwerk im Obergeschoss, Rückseite Obergeschoss und Giebel verschiefert (Ornament), Lehmausfachung, Natursteingewände, Abbruchgenehmigung vom 2. Juni 2015 (Landratsamt Bautzen) | 09288793 |
|                                         | Wohnhaus (Umgebinde) | Alte Straße 31 (Karte)                                                                                         | 1. Hälfte 19. Jahrhundert                                                                               | Gemarkung Niederneukirch, baugeschichtlich von Bedeutung, Obergeschoss und Giebel mit Kunstschiefer, DDR-Liste | 09288792 |
|                                         | Wohnhaus, Stall und Scheune eines Dreiseithofes | Alte Straße 33 (Karte)                                                                                         | 2. Hälfte 19. Jahrhundert                                                                               | Gemarkung Niederneukirch, baugeschichtlich von Bedeutung, Obergeschoss und Giebel verschiefert, Scheune verbrettert, Obergeschoss teilweise offenes Lehmfachwerk | 09288867 |
|                                         | Bergtöpferei; Vorlaubenhaus und Stall und Scheune eines Dreiseithofes | Alte Straße 34 (Karte)                                                                                         | Um 1750                                                                                                 | Gemarkung Niederneukirch, baugeschichtlich und sozialgeschichtlich von Bedeutung, vielgliedrige Dachlandschaft, Giebel verschiefert (Ornament), Vorlaube verschiefert und „H. Fischer“, Ständer aus Holz, Auffahrt zum ehemaligen Haugwitzschen Rittergut, DDR-Liste | 09288866 |
| Direkt Bild zu diesem Denkmal hochladen | Wohnhaus in offener Bebauung | Am Lehrlingsheim 3 (Karte)                                                                                     | 19. Jahrhundert                                                                                         | Gemarkung Oberneukirch, baugeschichtlich von Bedeutung, zweigeschossig, Obergeschoss verbrettert, Giebel verschiefert und verbrettert | 09288354 |
| Direkt Bild zu diesem Denkmal hochladen | Ehemaliges Wohnhaus (Umgebinde) und Auszüglerhaus | Am Lehrlingsheim 5, 5a (Karte)                                                                                 | Bezeichnet mit 1816                                                                                     | Gemarkung Oberneukirch, baugeschichtlich von Bedeutung, Stockwerkbau, im Obergeschoss Fachwerk, Giebel verschiefert, Windfang 19. Jahrhundert, Schleppgaupe, Johann Gottfried Fröde Zimmermeister | 09288357 |
| Direkt Bild zu diesem Denkmal hochladen | Wohnhaus in offener Bebauung | Am Ostbahnhof 1 (Karte)                                                                                        | 1. Hälfte 19. Jahrhundert                                                                               | Gemarkung Oberneukirch, baugeschichtlich von Bedeutung, Schlepp- und Frackdach, Obergeschoss verbrettert, vermutlich Fachwerk darunter, evtl. ursprünglich Umgebindehaus | 09288703 |
| Weitere Bilder                          | Bahnhof Neukirch-Ost mit Schalterhalle und Güterabfertigungsgebäude | Am Ostbahnhof 6 (Karte)                                                                                        | 1875/1880                                                                                               | Gemarkung Oberneukirch, breitgelagerter, repräsentativer Bau des Historismus, verkehrshistorisch und baugeschichtlich von Bedeutung, großer Baukörper über längsrechteckigem Grundriss mit Eckrisaliten und Bahnsteighalle (verzierte Gusseisensäulen) | 09288702 |
| Direkt Bild zu diesem Denkmal hochladen | Wohnhaus in offener Bebauung, mit Windfang | Am Schossigstift 3 (Karte)                                                                                     | 1. Hälfte 19. Jahrhundert                                                                               | Gemarkung Oberneukirch, baugeschichtlich von Bedeutung, Windfang im Landhausstil, Vorlaube?, Obergeschoss teilweise verbrettert, Giebel mit Lehmfachwerk, Frackdach | 09288854 |
| Direkt Bild zu diesem Denkmal hochladen | Feuerwache mit Schlauchturm, mit Gedenktafel | An der Feuerwache 2 (Karte)                                                                                    | Um 1935/1937 (Feuerwache)                                                                               | Gemarkung Oberneukirch, ortsgeschichtlich und technikgeschichtlich von Bedeutung, Schlauchturm, originale Fenster, Garage modernisiert, Gedenktafel am neuen Gebäudeteil (Garagen): Inschrift „Kurt Wolf 1909–1984“, mit Porträtzeichnung | 09288339 |
|                                         | Bogenbrücke, davor Wehr | An der Wehrbrücke (Karte)                                                                                      | Bezeichnet mit 1832 (Brücke)                                                                            | Gemarkung Niederneukirch, technikgeschichtlich von Bedeutung, Granitgestein, DDR-Liste | 09288697 |
| Weitere Bilder                          | Ufermauern beidseitig entlang des Mühlgrabens, Teilstück Ufermauer der Wesenitz, mehrere Schöpfstellen und drei Steindeckerbrücken                                                         | An der Wehrbrücke 1, 3, 4, 6, 7a, 8, 10, 11, 12, 13; Hauptstraße 72, 84; Weststraße 8a; Ziegelweg 1, 3 (Karte) | 1. Hälfte 19. Jahrhundert                                                                               | Gemarkung Niederneukirch, Ufermauern von Hauptstraße 84 bis zur Kreuzung mit der Wesenitz An der Wehrbrücke 4, Ufermauer an der Wesenitz am Grundstück An der Wehrbrücke 4, Steindecker, teilweise sichtbar und teilweise überbaut An der Wehrbrücke 7a (hier noch zwei Torpfeiler der Hofeinfahrt), An der Wehrbrücke 10 und An der Wehrbrücke 13, wassertechnisch und ortsbildprägend von Bedeutung. Naturstein- und Granitmauerwerk als mehrlagige Ufereinfassung mit eingelassenen Stufen der original erhaltenen Schöpfstellen. An der Wehrbrücke 13 sind zwei Steindecker sichtbar, An der Wehrbrücke 10 sind fünf bis sieben Steindecker vorhanden und überbaut, An der Wehrbrücke 7a sind fünf bis sieben Steindecker vorhanden und überbaut (mit Holzbohlen). An der Wehrbrücke 7a zwei Pfeiler der Hofeinfahrt erhalten (mit Sockel, Kämpferplatte und eiförmigen Aufsätzen). | 09305196 |
|                                         | Wohnhaus in offener Bebauung | An der Wehrbrücke 11 (Karte)                                                                                   | 19. Jahrhundert                                                                                         | Gemarkung Niederneukirch, baugeschichtlich von Bedeutung, stark modernisiert, im Obergeschoss vermutlich Fachwerk | 09288689 |
|                                         | Wohnhaus (Umgebinde) | An der Wehrbrücke 12 (Karte)                                                                                   | Um 1850                                                                                                 | Gemarkung Niederneukirch, baugeschichtlich von Bedeutung, Obergeschoss Kunstschiefer, DDR-Liste, modernisiert | 09288688 |
|                                         | Wohnhaus in offener Bebauung | An der Wehrbrücke 14 (Karte)                                                                                   | 19. Jahrhundert                                                                                         | Gemarkung Niederneukirch, baugeschichtlich von Bedeutung, Obergeschoss und Giebel verbrettert | 09288686 |
| Direkt Bild zu diesem Denkmal hochladen | Scheune | An der Wehrbrücke 15 (Karte)                                                                                   | 18. Jahrhundert                                                                                         | Gemarkung Niederneukirch, Teil der alten Ortsstruktur, heimatgeschichtlich von Bedeutung, Vorderseite Bruchsteinmauerwerk, verbrettert, Rückseite Lehmfachwerk | 09288685 |
|                                         | Bauernhaus und Scheune | An der Wehrbrücke 16 (Karte)                                                                                   | 1. Hälfte 19. Jahrhundert                                                                               | Gemarkung Niederneukirch, baugeschichtlich von Bedeutung, zweigeschossig, Obergeschoss verschiefert | 09288684 |
|                                         | Wohnhaus (Umgebinde) | An der Wehrbrücke 18 (Karte)                                                                                   | Um 1850                                                                                                 | Gemarkung Niederneukirch, baugeschichtlich von Bedeutung, zweigeschossig, DDR-Liste, Giebel mit Schiefer (Ornament), Obergeschoss verputzt und verbrettert | 09288683 |
|                                         | Ehemaliges Jagdhaus und Nebengebäude (Waldhaus) | Bahnhofstraße 12 (Karte)                                                                                       | 3. Drittel 19. Jahrhundert                                                                              | Gemarkung Niederneukirch, ortsgeschichtlich von Bedeutung, Jagdhaus Balkon mit verziertem Holzgeländer, verschiedene An- und Vorbauten, 1939 zum Wohnhaus umgebaut (u. a. Unterbau für Erker an der Ostseite), Nebengebäude ehemaliges Wirtschaftsgebäude mit Pferdetränke, Obergeschoss verbrettert, vorstehende verzierte Balkenköpfe, 1904 auch Vereinshaus. | 09288728 |
| Weitere Bilder                          | Bahnhof Neukirch-West und Nebengebäude (Güterabfertigung, Lokschuppen) | Bahnhofstraße 18 (Karte)                                                                                       | Um 1877/1879                                                                                            | Gemarkung Niederneukirch, ortsgeschichtlich und technikgeschichtlich von Bedeutung, Empfangsgebäude über lang gestrecktem Grundriss, erhöhter Mittelbau, Güterabfertigung ehemals mit Hotel, Restaurant, zwei Wartesälen, Lokschuppen (Ziegel und Fachwerk), Teile der Güterabfertigung bereits abgebrochen | 09288331 |
| Direkt Bild zu diesem Denkmal hochladen | Wohnhaus und Scheune eines Hakenhofes | Baumschulenweg 5 (Karte)                                                                                       | Ende 19. Jahrhundert                                                                                    | Gemarkung Niederneukirch, baugeschichtlich von Bedeutung, zweigeschossig | 09288665 |
| Weitere Bilder                          | Armsäule | Bautzener Straße (Karte)                                                                                       | 19. Jahrhundert                                                                                         | Gemarkung Oberneukirch, verkehrshistorisch von Bedeutung, Armsäule an der Alten Hohen Straße (vgl. Karteikarte DDR-Erfassung), Natursteinsäule mit rechteckigem Querschnitt, im oberen Drittel ringsherum eingetieft, oberer Abschluss flach, beschädigt | 09288930 |
|                                         | Kulturhaus mit Kino, mit Bühne und Visionsbar | Bautzener Straße 3 (Karte)                                                                                     | Um 1960                                                                                                 | Gemarkung Oberneukirch, authentisch erhalten, orts- und baugeschichtliche Bedeutung, originale Kubatur und Proportionen, auch im Inneren vergleichsweise hoher Originalitätsgrad (Kasseneinbau im Eingangsbereich, Visio-Bar als Einbau in den eigentlichen Kinosaal, Bühne, Wandfassungen (Tapeten) Beleuchtung, Heizkörperverkleidungen, Vorführraum) | 09288807 |
|                                         | Wohnstallhaus | Bautzener Straße 7 (Karte)                                                                                     | Um 1800                                                                                                 | Gemarkung Oberneukirch, baugeschichtlich von Bedeutung, Erdgeschoss umgebaut, Giebel verschiefert (Ornament), eingeschossig | 09288809 |
|                                         | Wohnhaus (Umgebinde) | Bautzener Straße 10 (Karte)                                                                                    | Um 1800                                                                                                 | Gemarkung Oberneukirch, baugeschichtlich von Bedeutung, mit späterem Windfang, eingeschossig, Giebel verschiefert, DDR-Liste, zur Zeit der Erfassung 1993 unbewohnt | 09288820 |
|                                         | Wohnhaus in offener Bebauung | Bautzener Straße 40 (Karte)                                                                                    | Um 1800                                                                                                 | Gemarkung Oberneukirch, baugeschichtlich von Bedeutung, Obergeschoss und Giebel verschiefert, Granit-Türgewände | 09288929 |
|                                         | Bauernhaus | Bruno-Stiebitz-Straße 1 (Karte)                                                                                | 1. Hälfte 19. Jahrhundert                                                                               | Gemarkung Oberneukirch, baugeschichtlich von Bedeutung, Obergeschoss mit Schieferornament, Krüppelwalmdach, späterer Anbau, modernisiertes Erdgeschoss | 09288288 |
|                                         | Wohnhaus und Auszüglerhaus | Bruno-Stiebitz-Straße 2 (Karte)                                                                                | 19. Jahrhundert                                                                                         | Gemarkung Oberneukirch, baugeschichtlich von Bedeutung, Mansardgiebeldach, Gaupen, Auszugshaus Obergeschoss und Giebel verbrettert, moderne Gewerbeanbauten | 09288358 |
|                                         | Bauernhaus | Bruno-Stiebitz-Straße 4 (Karte)                                                                                | Um 1800                                                                                                 | Gemarkung Oberneukirch, baugeschichtlich von Bedeutung, Satteldach mit verbrettertem Zwerchhaus, Dachgaupe | 09288286 |
|                                         | Wohnstallhaus | Bruno-Stiebitz-Straße 8 (Karte)                                                                                | 1. Hälfte 19. Jahrhundert                                                                               | Gemarkung Oberneukirch, baugeschichtlich von Bedeutung, zweigeschossig, Obergeschoss Fachwerk, Erdgeschoss Granitgewände, Giebel verbrettert | 09288322 |
|                                         | Wohnhaus | Bruno-Stiebitz-Straße 13 (Karte)                                                                               | 2. Hälfte 19. Jahrhundert                                                                               | Gemarkung Oberneukirch, baugeschichtlich von Bedeutung, zweigeschossig, Balkon auf Konsolen mit Gitter, Mittelrisalit mit Eckrustika, Sandsteingewände | 09288320 |
|                                         | Wohnhaus (Umgebinde) | Bruno-Stiebitz-Straße 16 (Karte)                                                                               | Um 1800                                                                                                 | Gemarkung Oberneukirch, baugeschichtlich von Bedeutung, Stockwerkbau, Fachwerk im Obergeschoss, moderner Windfang, Giebel verschiefert, Obergeschoss Rückseite verbrettert | 09288311 |
|                                         | Wohnhaus | Bruno-Stiebitz-Straße 21 (Karte)                                                                               | Um 1800                                                                                                 | Gemarkung Oberneukirch, baugeschichtlich von Bedeutung, große verschieferte Schleppgaupe, Giebel verschiefert | 09288318 |
|                                         | Wohnhaus (Umgebinde) | Bruno-Stiebitz-Straße 25 (Karte)                                                                               | Um 1820                                                                                                 | Gemarkung Oberneukirch, baugeschichtlich von Bedeutung, Obergeschoss modernisiert, Fachwerk verputzt, Schieferdach, verzierte Ständer | 09288316 |
|                                         | Wohnhaus in offener Bebauung | Bruno-Stiebitz-Straße 28 (Karte)                                                                               | Mitte 19. Jahrhundert                                                                                   | Gemarkung Oberneukirch, baugeschichtlich von Bedeutung, Obergeschoss fachwerksichtig, verschiefert, moderne Fenster (zwei Plastfenster), Dach mit Dachpappeschindeln | 09288815 |
|                                         | Wohnhaus eines Hakenhofes | Bruno-Stiebitz-Straße 39 (Karte)                                                                               | 2. Hälfte 19. Jahrhundert                                                                               | Gemarkung Oberneukirch, baugeschichtlich von Bedeutung, Obergeschoss verschiefert, originale Tür und Fenster, moderner Fenstereinbau im Erdgeschoss | 09288816 |
| Direkt Bild zu diesem Denkmal hochladen | Wohnhaus in offener Bebauung, mit Windfang | Bruno-Stiebitz-Straße 51 (Karte)                                                                               | 1. Hälfte 19. Jahrhundert                                                                               | Gemarkung Oberneukirch, baugeschichtlich von Bedeutung, Obergeschoss verschiefert (Ornament), im Windfang teilweise farbiges Glas | 09288813 |
| Direkt Bild zu diesem Denkmal hochladen | Dampfsägewerk Hensel; Wohnhaus und Sägewerk, mit Dampfmaschine (Lokomobile) im Mittelteil                                                                                                  | Bruno-Stiebitz-Straße 53 (Karte)                                                                               | nach 1870 (Sägewerk); 1935 (Dampfmaschine)                                                              | Gemarkung Oberneukirch, technikgeschichtlich von Bedeutung. Firma seit 1870. DDR-Liste, zwei verbretterte Gebäude. Ortsfeste Lokomobile der Maschinenfabrik Buckau R. Wolf AG Magdeburg, 1935, Einzylindertriebwerk, ein Schwungrad, Kolbenschieber und Achsenregler, ausziehbarer Röhrenkessel, kurzfristige Maximalleistung 60 PS, Normalleistung 40 PS, Maximalleistung 50 PS. | 09288811 |
|                                         | Wohnhaus in offener Bebauung und kleiner hölzerner Gartenpavillon | Bruno-Stiebitz-Straße 55 (Karte)                                                                               | Um 1920                                                                                                 | Gemarkung Oberneukirch, baugeschichtlich von Bedeutung. Wohnhaus vollständig verbrettert, Fensterläden, originale Fenster, Windfang mit Balkon. Gartenpavillon: in weitgehend originalem Zustand erhalten, mit gesprossten Fenstern und innen angebrachten hölzernen Schlagläden, ergänzt das Wohnhaus und bildet mit ihm eine Einheit als Denkmal. | 09288821 |
| Weitere Bilder                          | Bauernhaus und Seitengebäude auf hakenförmigem Grundriss | Dammweg 6 (Karte)                                                                                              | 2. Hälfte 19. Jahrhundert                                                                               | Gemarkung Niederneukirch, baugeschichtlich von Bedeutung, mit großem Windfang, Obergeschoss und Giebel verschiefert, teilweise Plastikfenster | 09288798 |
|                                         | Wohnstallhaus, mit späterem Windfang | Dammweg 18 (Karte)                                                                                             | 3. Drittel 19. Jahrhundert                                                                              | Gemarkung Niederneukirch, baugeschichtlich von Bedeutung, Obergeschoss und Giebel verschiefert, Giebeldreieck verbrettert | 09288803 |
| Weitere Bilder                          | Wohnstallhaus | Dammweg 26 (Karte)                                                                                             | Um 1920 (Windfang); 2. Viertel 19. Jahrhundert (Wohnstallhaus)                                          | Gemarkung Niederneukirch, baugeschichtlich von Bedeutung, Obergeschoss und Giebel verbrettert | 09288805 |
| Weitere Bilder                          | Villa im Landhausstil | Dammweg 29 (Karte)                                                                                             | 2. Hälfte 19. Jahrhundert                                                                               | Gemarkung Niederneukirch, baugeschichtlich von Bedeutung, Krüppelwalmdach, Fachwerk mit Lehmausfachung, gemauerte Torbögen, Obergeschoss Fachwerk | 09288806 |
| Weitere Bilder                          | Wohnhaus mit Garagen | Dammweg 29a (Karte)                                                                                            | Um 1900                                                                                                 | Gemarkung Niederneukirch, baugeschichtlich von Bedeutung, Krüppelwalmdach, Fachwerk mit Lehmausfachung, gemauerte Torbögen, Obergeschoss Fachwerk | 09288806 |
| Weitere Bilder                          | Wohnhaus in halboffener Bebauung, mit Blitzschlange | Dammweg 30 (Karte)                                                                                             | 1. Hälfte 19. Jahrhundert                                                                               | Gemarkung Niederneukirch, baugeschichtlich von Bedeutung, DDR-Liste, Giebel und Obergeschoss verbrettert, Erdgeschoss modernisiert | 09288789 |
| Direkt Bild zu diesem Denkmal hochladen | Wohnhaus in offener Bebauung | Dammweg 35 (Karte)                                                                                             | 1. Hälfte 19. Jahrhundert                                                                               | Gemarkung Niederneukirch, baugeschichtlich und sozialgeschichtlich von Bedeutung, Granitgewände, eingeschossig | 09288869 |
|                                         | Wohnstallhaus | Dorfweg 8 (Karte)                                                                                              | 2. Hälfte 19. Jahrhundert                                                                               | Gemarkung Niederneukirch, baugeschichtlich von Bedeutung, Obergeschoss Fachwerk, teilweise verbrettert, Krüppelwalmdach | 09288892 |
|                                         | Wohnstallhaus und Anbau (Fachwerk) | Dorfweg 9 (Karte)                                                                                              | 1. Hälfte 19. Jahrhundert                                                                               | Gemarkung Niederneukirch, baugeschichtlich und sozialgeschichtlich von Bedeutung, Frackdach, Obergeschoss an der Giebelseite und Giebel verbrettert, Natursteingewände, Windfang, Anbau in Fachwerkbauweise | 09288865 |
|                                         | Wohnstallhaus | Dorfweg 11 (Karte)                                                                                             | 1. Hälfte 19. Jahrhundert                                                                               | Gemarkung Niederneukirch, baugeschichtlich und sozialgeschichtlich von Bedeutung, Obergeschoss und Giebel verschiefert (Ornament: Sonnen), Lehmfachwerk | 09288893 |
|                                         | Vorlaubenhaus | Dorfweg 18 (Karte)                                                                                             | 1. Hälfte 19. Jahrhundert                                                                               | Gemarkung Niederneukirch, baugeschichtlich und sozialgeschichtlich von Bedeutung, Giebel verschiefert, Erdgeschoss modernisiert, eingeschossig | 09288862 |
|                                         | Wohnhaus (Fachwerk), Stall, Scheune und Seitengebäude eines Dreiseithofes | Dorfweg 19 (Karte)                                                                                             | 1. Hälfte 19. Jahrhundert und bezeichnet mit 1816                                                       | Gemarkung Niederneukirch, Wohnhaus Obergeschoss Fachwerk, baugeschichtlich und sozialgeschichtlich von Bedeutung, Giebel verschiefert, Natursteingewände | 09288861 |
|                                         | Wohnstallhaus | Dorfweg 22 (Karte)                                                                                             | Um 1850                                                                                                 | Gemarkung Niederneukirch, baugeschichtlich von Bedeutung, Obergeschoss Fachwerk | 09288898 |
|                                         | Wohnstallhaus | Dorfweg 27 (Karte)                                                                                             | 1. Hälfte 19. Jahrhundert                                                                               | Gemarkung Niederneukirch, baugeschichtlich und sozialgeschichtlich von Bedeutung, Fachwerk verschiefert, verputzt, Scheunentor, modernisiert | 09288908 |
|                                         | Wohnhaus in offener Bebauung | Dorfweg 28 (Karte)                                                                                             | Um 1850                                                                                                 | Gemarkung Niederneukirch, baugeschichtlich und sozialgeschichtlich von Bedeutung, zweigeschossig, Windfang, profilierte Fensterrahmungen | 09288909 |
|                                         | Wohnstallhaus eines Bauernhofes | Dorfweg 32 (Karte)                                                                                             | Mitte 19. Jahrhundert                                                                                   | Gemarkung Niederneukirch, baugeschichtlich von Bedeutung, Obergeschoss Lehmfachwerk, Giebelseite verschiefert (Ornament), originale Tür, Granitgewände, Stall mit Gewölben mit Gurtbögen | 09288921 |
|                                         | Wohnstallhaus | Dorfweg 33 (Karte)                                                                                             | 1. Hälfte 19. Jahrhundert                                                                               | Gemarkung Niederneukirch, baugeschichtlich und sozialgeschichtlich von Bedeutung, Obergeschoss und Giebel verschiefert (Ornament: Sonnen) | 09288920 |
|                                         | Wohnstallhaus | Dorfweg 34 (Karte)                                                                                             | Um 1840                                                                                                 | Gemarkung Niederneukirch, baugeschichtlich von Bedeutung, Obergeschoss verschiefert (Ornament), Giebel verbrettert | 09288919 |
|                                         | Wohnhaus in offener Bebauung | Dorfweg 35 (Karte)                                                                                             | Um 1880                                                                                                 | Gemarkung Niederneukirch, baugeschichtlich von Bedeutung, originale Tür, eingeschossig, profilierte Fenstergewände | 09288925 |
|                                         | Wohnhaus und Scheune | Dorfweg 38 (Karte)                                                                                             | 2. Hälfte 19. Jahrhundert                                                                               | Gemarkung Niederneukirch, baugeschichtlich von Bedeutung, Tür mit Granitgewände, Korbbogenabschluss, stark modernisiert, Obergeschoss Fachwerk offenliegend, Krüppelwalmdach, Fledermausgaupen | 09288917 |
|                                         | Wohnhaus (Umgebinde) und Scheune eines Hakenhofes | Dorfweg 42 (Karte)                                                                                             | Um 1800                                                                                                 | Gemarkung Niederneukirch, baugeschichtlich und sozialgeschichtlich von Bedeutung, Umgebinde vorstehend mit Kopfbändern, alte Tür, Scheune Bruchsteinmauerwerk und Obergeschoss verbrettert, DDR-Liste | 09288918 |
|                                         | Wohnhaus (Umgebinde) | Dorfweg 45 (Karte)                                                                                             | 1. Hälfte 19. Jahrhundert                                                                               | Gemarkung Niederneukirch, baugeschichtlich und sozialgeschichtlich von Bedeutung, Obergeschoss offenliegendes Fachwerk, DDR-Liste, Tür mit Granitgewände, Giebel verschiefert (Ornament) | 09288915 |
|                                         | Bauernhaus (Fachwerk) | Dorfweg 47a (Karte)                                                                                            | 2. Hälfte 19. Jahrhundert                                                                               | Gemarkung Niederneukirch, Obergeschoss offenliegendes Fachwerk, baugeschichtlich und sozialgeschichtlich von Bedeutung, originale Tür, Giebel verbrettert | 09288914 |
| Weitere Bilder                          | Wohnhaus (Umgebinde) und angebaute Scheune | Dresdener Straße 3 (Karte)                                                                                     | Bezeichnet mit 1828                                                                                     | Gemarkung Niederneukirch, baugeschichtlich und sozialgeschichtlich von Bedeutung, DDR-Liste, Obergeschoss Fachwerk verputzt, Knaggen, Granitgewände, Türsturz „N.193.J.G.H.1828“, Giebel verbrettert, ruinös | 09288557 |
|                                         | Wohnhaus in offener Bebauung | Dresdener Straße 7 (Karte)                                                                                     | 1. Hälfte 19. Jahrhundert                                                                               | Gemarkung Niederneukirch, baugeschichtlich und sozialgeschichtlich von Bedeutung, zweigeschossig, Obergeschoss verschiefert, vermutlich Fachwerk | 09288876 |
|                                         | Wohnstallhaus mit Anbau | Dresdener Straße 13 (Karte)                                                                                    | 1. Hälfte 19. Jahrhundert                                                                               | Gemarkung Niederneukirch, baugeschichtlich und sozialgeschichtlich von Bedeutung, Obergeschoss und Giebel verschiefert | 09288878 |
| Weitere Bilder                          | J. G. Berthold Maschinenfabrik und Eisengießerei; Fabrikgebäude (zwei Hallen an der Dresdener Straße) mit Einfriedung und Zwischengebäude                                                  | Dresdener Straße 15 (Karte)                                                                                    | 1839/1849 (Schmiede und Maschinenfabrik); 1866/1868 (Eisengießerei)                                     | Gemarkung Niederneukirch, Zwischengebäude 1839 (Gebr. Berthold/Schmiede), technikgeschichtlich und sozialgeschichtlich von Bedeutung, gestufte Giebel, Balkon, originale Türen, Hallen mit Emporen auf Eisenstützen, Flur mit Gewölbe, Eisenzaun, Wetterfahne „..90“, originale Fenster, Maschinenfabrik 1849, Eisengießerei 1866/1868. | 09288880 |
|                                         | Ladeneinbau in einem Wohnhaus | Dresdener Straße 17 (Karte)                                                                                    | Um 1890                                                                                                 | Gemarkung Niederneukirch, künstlerisch von Bedeutung | 09288889 |
|                                         | Wohnstallhaus | Dresdener Straße 19 (Karte)                                                                                    | Um 1800                                                                                                 | Gemarkung Niederneukirch, baugeschichtlich und sozialgeschichtlich von Bedeutung, eingeschossig, Schieferdach mit zwei Gaupen, hofseitig kleine Anbauten und Schleppgaupe | 09288888 |
| Weitere Bilder                          | Pestalozzischule / 2. Grundschule mit rückwärtigem Anbau und Turnhalle | Dresdener Straße 20 (Karte)                                                                                    | Um 1890 (Schule); Anfang 20. Jahrhundert (Turnhalle)                                                    | Gemarkung Niederneukirch, Schule bestehend aus zwei Gebäudeflügeln des Hauptbaus mit symmetrischer Fassade und Turmaufsatz (ursprünglich mit zwei Eingängen) sowie rechtwinkligem zweigeschossigem Anbau aus 1950er Jahren, ohne den daran anschließenden eingeschossigen Anbau, baugeschichtlich und sozialgeschichtlich von Bedeutung. Hauptbau mit weitgehend authentischer Fassade, Uhr, Turmaufsatz, Wetterfahne „1992“. 1950er Jahre Anbau mit großem Treppenhausfenster und originalem bauzeitlichem Treppenaufgang. Turnhalle: Mansardwalmdach, Vorbau mit Granitsäulen. | 09288877 |
|                                         | Wohnstallhaus | Dresdener Straße 23 (Karte)                                                                                    | 1. Hälfte 19. Jahrhundert                                                                               | Gemarkung Niederneukirch, baugeschichtlich und sozialgeschichtlich von Bedeutung, Obergeschoss und Giebel verschiefert (Ornament: Sonnen), Erdgeschoss modernisiert | 09288887 |
| Weitere Bilder                          | Wohnhaus (Umgebinde) | Dresdener Straße 24 (Karte)                                                                                    | Um 1860                                                                                                 | Gemarkung Niederneukirch, baugeschichtlich und sozialgeschichtlich von Bedeutung, DDR-Liste, Obergeschoss und Giebel verbrettert und verschiefert | 09288881 |
|                                         | Wohnhaus mit vorderem Anbau | Dresdener Straße 29 (Karte)                                                                                    | Um 1860                                                                                                 | Gemarkung Niederneukirch, baugeschichtlich von Bedeutung, Fassade teilweise modernisiert | 09288910 |
|                                         | Wohnhaus (Umgebinde) | Dresdener Straße 32 (Karte)                                                                                    | Um 1840                                                                                                 | Gemarkung Niederneukirch, baugeschichtlich und sozialgeschichtlich von Bedeutung, DDR-Liste, modernisiert, Obergeschoss Kunstschiefer | 09288891 |
|                                         | Wohnhaus in offener Bebauung, mit Ladeneinbau | Dresdener Straße 34 (Karte)                                                                                    | Um 1830                                                                                                 | Gemarkung Niederneukirch, baugeschichtlich von Bedeutung, Erdgeschoss modernisiert, Obergeschoss und Giebel verschiefert (Ornament: Sonnen), Jahreszahlschiefer (unlesbar) | 09288890 |
|                                         | Wohnstallhaus und Scheune eines Hakenhofes | Dresdener Straße 43 (Karte)                                                                                    | Anfang 19. Jahrhundert                                                                                  | Gemarkung Niederneukirch, baugeschichtlich und sozialgeschichtlich von Bedeutung, Lehmfachwerk, Granitgewände, Giebel verschiefert (Ornament), Scheune Bruchsteinmauerwerk, verbrettert, Abbruchgenehmigung für die Scheune vom 27. Mai 2014 | 09288922 |
| Direkt Bild zu diesem Denkmal hochladen | Wohnstallhaus | Dresdener Straße 44 (Karte)                                                                                    | Um 1850                                                                                                 | Gemarkung Niederneukirch, zu Wohnhaus umgebaut, baugeschichtlich von Bedeutung, Obergeschoss Fachwerk, verschiefert, Natursteingewände, Erdgeschoss umgebaut | 09288884 |
|                                         | Wohnstallhaus mit Ladenanbau und Einfriedung | Dresdener Straße 46 (Karte)                                                                                    | Um 1850                                                                                                 | Gemarkung Niederneukirch, baugeschichtlich von Bedeutung, Obergeschoss und Giebel Fachwerk, verschiefert, Natursteingewände, Erdgeschoss umgebaut | 09288885 |
|                                         | Wohnhaus in offener Bebauung, mit Einfriedung | Dresdener Straße 48 (Karte)                                                                                    | vor 1850                                                                                                | Gemarkung Niederneukirch, baugeschichtlich von Bedeutung, Obergeschoss und Giebel verschiefert, Eisenzaun, Natursteingewände | 09288886 |
| Direkt Bild zu diesem Denkmal hochladen | Natursteinmauer der Grundstückseinfriedung entlang der Straße | Dresdener Straße 58 (Karte)                                                                                    | Um 1850                                                                                                 | Gemarkung Niederneukirch, ortsbildprägender und baugeschichtlicher Wert | 09304294 |
|                                         | Wohnstallhaus | Erbgerichtsstraße 8 (Karte)                                                                                    | 1. Hälfte 19. Jahrhundert                                                                               | Gemarkung Oberneukirch (Steinigtwolmsdorfer Anteil), baugeschichtlich und sozialgeschichtlich von Bedeutung, Obergeschoss und Giebel verschiefert | 09288753 |
|                                         | Bauernhaus | Erbgerichtsstraße 13 (Karte)                                                                                   | 1. Hälfte 19. Jahrhundert                                                                               | Gemarkung Oberneukirch (Steinigtwolmsdorfer Anteil), baugeschichtlich und sozialgeschichtlich von Bedeutung, Obergeschoss verbrettert, Giebel verschiefert | 09288755 |
| Direkt Bild zu diesem Denkmal hochladen | Quelleneinfassung | Ernst-Berthold-Weg (Karte)                                                                                     | 2. Hälfte 19. Jahrhundert                                                                               | Gemarkung Oberneukirch (Steinigtwolmsdorfer Anteil), verkehrsgeschichtlich von Bedeutung, Granitstein, zwei kleine Treppen, darüber geht der Weg | 09288834 |
|                                         | Wohnstallhaus | Ernst-Berthold-Weg 3 (Karte)                                                                                   | Um 1830                                                                                                 | Gemarkung Oberneukirch (Steinigtwolmsdorfer Anteil), baugeschichtlich von Bedeutung, Obergeschoss und Giebel verschiefert, teilweise verbrettert | 09288770 |
|                                         | Wohnhaus (Umgebinde) | Ernst-Berthold-Weg 7 (Karte)                                                                                   | Bezeichnet mit 1848                                                                                     | Gemarkung Oberneukirch (Steinigtwolmsdorfer Anteil), baugeschichtlich und sozialgeschichtlich von Bedeutung, Fachwerk im Obergeschoss, Giebel und teilweise Obergeschoss verschiefert, originale Tür „18 JGB 48“, Granitgewände, DDR-Liste | 09288848 |
|                                         | Wohnhaus mit Einfriedung in offener Bebauung, Landhausstil | Ernst-Thälmann-Straße 3 (Karte)                                                                                | Bezeichnet mit 1910 (Wetterfahne)                                                                       | Gemarkung Oberneukirch, baugeschichtlich von Bedeutung | 09288333 |
|                                         | Mietshaus in offener Bebauung | Ernst-Thälmann-Straße 13 (Karte)                                                                               | Um 1910                                                                                                 | Gemarkung Oberneukirch, baugeschichtlich von Bedeutung, zweigeschossig, Giebel verbrettert, teilweise Fachwerkbemalung, Putzdekoration, vielgliedrige Dachlandschaft | 09288329 |
|                                         | Wohnhaus in offener Bebauung | Ernst-Thälmann-Straße 15 (Karte)                                                                               | Um 1910                                                                                                 | Gemarkung Oberneukirch, auf L-förmigem Grundriss, baugeschichtlich von Bedeutung, zweigeschossig, mit Ecktürmchen, partielle Fachwerkbemalung, Giebel und Turm oben verbrettert, vielgliedrige Dachlandschaft, Putzdekoration | 09288327 |
| Weitere Bilder                          | Wohnhaus (vermutlich ehemaliges Kavaliershaus, sogenanntes Stockhaus) mit Resten der Einfriedungsmauer, Wirtschaftsgebäude und Keller des ehemaligen Rittergutes Niederhof                 | Forstweg 3, 5 (Karte)                                                                                          | 1817 (Kavaliershaus); um 1750 (Wirtschaftsgebäude); Anfang 19. Jahrhundert (Keller)                     | Gemarkung Niederneukirch, baugeschichtlich und ortsgeschichtlich von Bedeutung - Kavaliershaus (Nummer 3): zweigeschossiger Putzbau über quadratischem Grundriss, Winterfenster, Walmdach - Wirtschaftsgebäude (Nummer 5): breitgelagerter Bruchsteinbau, teilweise verputzt, Steingewände, im Drempelbereich halbrunde Öffnungen, hohes Satteldach, heute saniert - Keller (gegenüber von Nummer 3): Stufen, Marmor, Tür mit Granitgewänden, Einfriedungsmauer aus Bruchstein | 09288788 |
|                                         | Wohnstallhaus | Freihufenweg 9 (Karte)                                                                                         | 1. Hälfte 19. Jahrhundert                                                                               | Gemarkung Niederneukirch, baugeschichtlich und sozialgeschichtlich von Bedeutung, Obergeschoss und Giebel Kunstschiefer, Naturstein-Türgewände | 09288900 |
|                                         | Wohnstallhaus eines Bauernhofes | Freihufenweg 15 (Karte)                                                                                        | Um 1860                                                                                                 | Gemarkung Niederneukirch, baugeschichtlich von Bedeutung, Windfang, Stockgesims, zweigeschossig, Schieferdach, Giebelfenster mit Sechszackstern | 09288901 |
|                                         | Wohnhaus in offener Bebauung | Freihufenweg 16 (Karte)                                                                                        | Um 1860                                                                                                 | Gemarkung Niederneukirch, baugeschichtlich von Bedeutung, Windfang, profilierte Fensterrahmungen, Tor, Granittürgewände, originale Tür | 09288859 |
|                                         | Wohnhaus (Umgebinde) | Friedhofsweg 1 (Karte)                                                                                         | 2. Hälfte 19. Jahrhundert                                                                               | Gemarkung Oberneukirch, baugeschichtlich und sozialgeschichtlich von Bedeutung, Stockwerkbau, Obergeschoss und Giebel Sichtfachwerk verschiefert, verzierte Ständer, Rundbogenfenster im Ostgiebel mit originalen Glasscheiben, DDR-Liste | 09288785 |
| Weitere Bilder                          | Friedhof Neukirch (Sachgesamtheit) | Friedhofsweg 6 (Karte)                                                                                         | 1895 (Erbauung des Friedhofs)                                                                           | Gemarkung Oberneukirch, Sachgesamtheit Friedhof Neukirch mit folgenden Einzeldenkmalen: Friedhofskapelle, ein Grufthaus, 13 Grabanlagen, 3 Grabmale und Toilettenhäuschen (siehe Obj. 09288780), Allee zum Friedhof und Friedhofsgestaltung (Gartendenkmal) sowie folgenden Sachgesamtheitsteilen: Einfriedung mit Toranlage; ortsgeschichtlich von Bedeutung. Einfriedungsmauer mit schmiedeeiserner Toranlage, zum Friedhof führt eine Lindenallee, die sich auf dem Friedhof kreuzförmig fortsetzt. | 09300854 |
| Weitere Bilder                          | Friedhofskapelle (Einzeldenkmal zu ID-Nr. 09300854) | Friedhofsweg 6 (Karte)                                                                                         | 1910/1920                                                                                               | Gemarkung Oberneukirch, Einzeldenkmal der Sachgesamtheit Friedhof Neukirch; ortsgeschichtlich von Bedeutung, zwei Seitenemporen und eine Orgelempore, drei Glasfenster in der Apsis, teilweise originales Glas, Mansardwalmdach, zwei Fledermausgaupen | 09288780 |
| Weitere Bilder                          | Grufthaus (Einzeldenkmal zu ID-Nr. 09300854) | Friedhofsweg 6 (Karte)                                                                                         | Nach 1907                                                                                               | Gemarkung Oberneukirch, Einzeldenkmal der Sachgesamtheit Friedhof Neukirch; ortsgeschichtlich von Bedeutung. Grufthaus mit Jugendstilornamentik: Fam. Friedrich Hermann Girndt, geboren 1851, gestorben 1907. | 09288780 |
| Weitere Bilder                          | 13 Grabanlagen (Einzeldenkmal zu ID-Nr. 09300854) | Friedhofsweg 6 (Karte)                                                                                         | 1897 bis 1965                                                                                           | Gemarkung Oberneukirch, Einzeldenkmale der Sachgesamtheit Friedhof Neukirch; ortsgeschichtlich von Bedeutung | 09288780 |
| Weitere Bilder                          | 3 Grabmale (Einzeldenkmal zu ID-Nr. 09300854) | Friedhofsweg 6 (Karte)                                                                                         | 1900 bis 1937                                                                                           | Gemarkung Oberneukirch, Einzeldenkmale der Sachgesamtheit Friedhof Neukirch; ortsgeschichtlich von Bedeutung. - Grabmal mit neuer Inschrift: Ädikula mit korinth. Säulen, Relief Glaube, Liebe, Hoffnung - Grabmal Fam. Gustav Dietze, geboren 1895, gestorben 1937, Zimmermeister, Granitwand mit mittiger Engelsfigur, vermutlich Galvanoplastik - Grabmal Johannes Theodor Merz, geboren 1863, gestorben 1923: Naturstein mit Adler | 09288780 |
|                                         | Toilettenhäuschen (Einzeldenkmal zu ID-Nr. 09300854) | Friedhofsweg 6 (Karte)                                                                                         | | Gemarkung Oberneukirch, Einzeldenkmal der Sachgesamtheit Friedhof Neukirch; ortsgeschichtlich von Bedeutung, Toilettenhäuschen bauzeitlich mit Kapelle | 09288780 |
| Weitere Bilder                          | Kirchgemeindehaus in offener Bebauung | Friedhofsweg 8 (Karte)                                                                                         | Um 1915                                                                                                 | Gemarkung Oberneukirch, ortsgeschichtlich von Bedeutung, Mansardwalmdach, Saaleinbau | 09288779 |
| Weitere Bilder                          | Wohnhaus (Umgebinde) und Scheune (Gärtnerei Milius) | Georgenbadstraße 2 (Karte)                                                                                     | 1. Hälfte 19. Jahrhundert                                                                               | Gemarkung Niederneukirch, baugeschichtlich von Bedeutung, DDR-Liste, Naturstein-Türgewände mit Schlussstein (Inschrift unlesbar), Obergeschoss und Giebel verschiefert, Scheune vollständig verbrettert, Granitständer am Umgebinde (original) | 09288790 |
| Direkt Bild zu diesem Denkmal hochladen | Wohnhaus | Georgenbadstraße 13 (Karte)                                                                                    | 1925/1926                                                                                               | Gemarkung Niederneukirch, künstlerisch von Bedeutung. Das Haus wurde 1925/26 von Architekt Otto Rometsch, Beauftragter des Landes Sachsen für Heimatschutz, entworfen. Bauherr war der Maler Oswald Rafeld. Die Rückseite des Hauses mit dem Risalit und dem Dreiecksgiebel wurde etwas umgebaut, vor allem die rundbogigen Fenster zugesetzt. | 09285203 |
| Direkt Bild zu diesem Denkmal hochladen | Sanatorium Valtenthal; Gedenkstein für ehemalige Elisabeth-Stiftung in Form eines Monolithes mit Inschrift                                                                                 | Georgenbadstraße 21, 23, 25 (Karte)                                                                            | Bezeichnet mit 1908                                                                                     | Gemarkung Niederneukirch, ortsgeschichtliche Bedeutung. Villen mit Mittelrisalit mit Zwerchhaus, ursprünglich Balkone, ursprünglich weiter Dachüberstand. Gedenkstein mit Inschrift: „Elisabeth-Stiftung. 1908“. Drei Villenbauten (Nummer 21: Haus C, Nummer 23: Haus B, Nummer 25: Haus A) als Denkmale 15. Oktober 2009 gestrichen wegen erheblicher Umbauten, die mit Substanzverlust verbunden waren. | 09288942 |
| Weitere Bilder                          | Bethlehemstift; Wohnhaus, Stall und offene Laube | Georgenbadstraße 27 (Karte)                                                                                    | 1912/1913                                                                                               | Gemarkung Niederneukirch, baugeschichtlich und ortsgeschichtlich von Bedeutung, Giebel verbrettert, Obergeschoss verschiefert, Fensterläden, Tür mit Natursteingewände, Verwaltung durch Diakonisches Werk Radebeul | 09288736 |
| Weitere Bilder                          | Villa mit Einfriedung und Park | Georgenbadstraße 31 (Karte)                                                                                    | Um 1910                                                                                                 | Gemarkung Niederneukirch, baugeschichtlich von Bedeutung, vorgeblendetes Umgebinde, Balkon auf Konsolen, Kragbalken, originale Fenster und Fensterläden, ohne Nebengebäude | 09288735 |
|                                         | Wohnhaus (Umgebinde) | Gickelsberg 12 (Karte)                                                                                         | 1. Hälfte 19. Jahrhundert                                                                               | Gemarkung Oberneukirch, baugeschichtlich und sozialgeschichtlich von Bedeutung, Obergeschoss verbrettert, moderner Vorbau, DDR-Liste | 09288738 |
|                                         | Scheune | Gickelsberg 13 (Karte)                                                                                         | 2. Hälfte 19. Jahrhundert                                                                               | Gemarkung Oberneukirch, baugeschichtlich von Bedeutung, Scheune mit Lehmausfachung | 09288737 |
| Weitere Bilder                          | Wohnhaus (Umgebinde) | Grünweg 6 (Karte)                                                                                              | 1. Hälfte 19. Jahrhundert                                                                               | Gemarkung Niederneukirch, baugeschichtlich und sozialgeschichtlich von Bedeutung, DDR-Liste, Obergeschoss verbrettert, Ständer verziert | 09288804 |
|                                         | Wohnhaus und Nebengebäude eines Mühlenanwesens (Harthmühle) | Harthstraße 4 (Karte)                                                                                          | 1. Hälfte 19. Jahrhundert                                                                               | Gemarkung Niederneukirch, ortsgeschichtlich von Bedeutung, Obergeschoss und Giebel teilweise Lehmausfachung, verbrettert, verschiefert, Obergeschoss profilierte Fensterrahmungen, Dampfmaschine im ehemaligen Kesselhaus entfernt | 09288902 |
|                                         | Pavillon | Hauptstraße, im Volkspark (Karte)                                                                              | Um 1935                                                                                                 | Gemarkung Niederneukirch, künstlerisch von Bedeutung, quadratischer Baukörper mit Vordach, chinesisches Dach, Holzständer | 09288801 |
|                                         | Bogenbrücke über die Wesenitz | Hauptstraße (Karte)                                                                                            | 19. Jahrhundert                                                                                         | Gemarkung Niederneukirch, verkehrshistorisch von Bedeutung, alte Bogenbrücke, überbaut | 09288699 |
| Weitere Bilder                          | Kirche und Kirchhof Oberneukirch (Sachgesamtheit) | Hauptstraße (Karte)                                                                                            | 18. Jahrhundert bis 1. Drittel 20. Jahrhundert                                                          | Gemarkung Oberneukirch, Sachgesamtheit Kirche und Kirchhof Oberneukirch mit folgenden Einzeldenkmalen: Kirche, 24 Grabmale, 3 Grabanlagen, drei Grüfte und auf dem Kirchhof vorhandene Einfriedungen sowie Denkmale für die Gefallenen des Deutsch-Französischen Krieges, des Ersten Weltkrieges und der Schlacht bei Bautzen (siehe Obj. 09288348), dem Baumbestand als Gartendenkmal und der Einfriedungsmauer als Sachgesamtheitsteil; ortsgeschichtlich von Bedeutung | 09300870 |
| Weitere Bilder                          | Kirche (Einzeldenkmal zu ID-Nr. 09300870) | Hauptstraße (Karte)                                                                                            | 1723 bis 1753                                                                                           | Gemarkung Oberneukirch, Einzeldenkmal der Sachgesamtheit Kirche und Kirchhof Oberneukirch; ortsgeschichtlich von Bedeutung | 09288348 |
| Weitere Bilder                          | 24 Grabmale (Einzeldenkmal zu ID-Nr. 09300870) | Hauptstraße (Karte)                                                                                            | 18. Jahrhundert bis 1. Drittel 20. Jahrhundert                                                          | Gemarkung Oberneukirch, Einzeldenkmale der Sachgesamtheit Kirche und Kirchhof Oberneukirch; ortsgeschichtlich von Bedeutung | 09288348 |
| Weitere Bilder                          | Drei Grabanlagen (Einzeldenkmal zu ID-Nr. 09300870) | Hauptstraße (Karte)                                                                                            | | Gemarkung Oberneukirch, Einzeldenkmale der Sachgesamtheit Kirche und Kirchhof Oberneukirch; ortsgeschichtlich von Bedeutung. - Grabanlage Erbbegräbnis Fam. Richter, Mühlenbesitzer Neukirch, 1868, Steinkubus mit erhöhtem Kreuz, auf der Kirchwiese - Erbbegräbnis Herm. Gustav Beck, geboren 1859, gestorben 1887, aufwendig aus Sandstein gearbeitet - Grabanlage Johann Gottfried Schäfer (geboren 1797, gestorben 1852) und Eva Rosine Schäfer (geboren 1804, gestorben 1855), Grabmal flankiert von zwei Kreuzgrabmalen, auf dem Kirchhof | 09288348 |
| Weitere Bilder                          | Drei Grüfte (Einzeldenkmal zu ID-Nr. 09300870) | Hauptstraße (Karte)                                                                                            | 19. Jahrhundert                                                                                         | Gemarkung Oberneukirch, Einzeldenkmale der Sachgesamtheit Kirche und Kirchhof Oberneukirch; ortsgeschichtlich von Bedeutung - Gruft mit Gedenktafel an der Kirchwand für Rittergutsbesitzer Freiherr Albert Hermann Ferd. Oppen v. Huldenberg, Besitzer der Rittergüter Ober- und Niederneukirch, geboren 1810, gestorben 1889, Freifrau Liddy Oppen Huldenberg, Besitzer der Rittergüter Ober- und Niederneukirch, geboren 1810, gestorben 1889, Freifrau Liddy Oppen v. Huldenberg, geborene Gräfin zur Lippe, geboren 1824, gestorben 1897, Clemens Val. Ferd. Oppen v. Huldenberg, geboren 1856, gestorben 1926 - Gruft mit Grabstein: Ruhestätte Familie Lehmann - Gruft (bezeichnet I.G.N.) mit Grabmal aus drei Einzelteilen: Aufsatz mit Nische, in der Nische weibliche Figur mit Palmwedel, | 09288348 |
| Weitere Bilder                          | Auf dem Kirchhof vorhandene Einfriedungen (Einzeldenkmal zu ID-Nr. 09300870) | Hauptstraße (Karte)                                                                                            | 19. Jahrhundert                                                                                         | Gemarkung Oberneukirch, Einzeldenkmale der Sachgesamtheit Kirche und Kirchhof Oberneukirch; ortsgeschichtlich von Bedeutung | 09288348 |
| Weitere Bilder                          | Denkmal für die Gefallenen des Deutsch-Französischen Krieges (Einzeldenkmal zu ID-Nr. 09300870)                                                                                            | Hauptstraße (Karte)                                                                                            | | Gemarkung Oberneukirch, Einzeldenkmal der Sachgesamtheit Kirche und Kirchhof Oberneukirch; ortsgeschichtlich von Bedeutung, Sandsteinkubus mit Kreuz aus Gusseisen, Metalltafeln mit Namen der Toten | 09288348 |
| Weitere Bilder                          | Denkmal für die Gefallenen des Ersten Weltkrieges (Einzeldenkmal zu ID-Nr. 09300870) | Hauptstraße (Karte)                                                                                            | Nach 1918                                                                                               | Gemarkung Oberneukirch, Einzeldenkmal der Sachgesamtheit Kirche und Kirchhof Oberneukirch; ortsgeschichtlich von Bedeutung, großer viereckiger Granitstein, Vorderansicht Ehrenkranz mit Kreuz, an den Seiten Inschriften mit Namen der Toten, davor kleine Treppenanlage. | 09288348 |
| Direkt Bild zu diesem Denkmal hochladen | Denkmal für die Gefallenen der Schlacht bei Bautzen (Einzeldenkmal zu ID-Nr. 09300870) | Hauptstraße (Karte)                                                                                            | 1913 | Gemarkung Oberneukirch, Einzeldenkmal der Sachgesamtheit Kirche und Kirchhof Oberneukirch; ortsgeschichtlich von Bedeutung, Findling mit ovaler Vertiefung, Inschrift: 1813–1913 | 09288348 |
| Weitere Bilder                          | Transformatorenhaus | Hauptstraße 2 (zwischen Nr. 2 und 4) (Karte)                                                                   | 1890er Jahre                                                                                            | Gemarkung Oberneukirch, Zeugnis für die Elektrifizierung des Ortes, Klinker, Putzspiegel, Schieferdach mit Spitze aus Zinkblech | 09288298 |
|                                         | Wohn- und Geschäftshaus in Ecklage und in offener Bebauung | Hauptstraße 7 (Karte)                                                                                          | Um 1905                                                                                                 | Gemarkung Oberneukirch, baugeschichtlich von Bedeutung, Erdgeschoss gegliedert durch Pilaster, Obergeschoss Klinker, teilweise originale Fenster, teilweise Fassadendekoration entfernt | 09288335 |
| Weitere Bilder                          | Dreiseithof mit Wohnhaus (Umgebinde) und zwei Seitengebäuden | Hauptstraße 10 (Karte)                                                                                         | 1. Hälfte 19. Jahrhundert                                                                               | Gemarkung Oberneukirch, baugeschichtlich und sozialgeschichtlich von Bedeutung, zur Hofinnenseite Obergeschoss Fachwerk, Giebel verbrettert, Stockwerkbau, Nebengebäude mit verbrettertem Obergeschoss, Erdgeschoss Neuverputz, alte Linde | 09288299 |
| Weitere Bilder                          | Villa | Hauptstraße 11 (Karte)                                                                                         | Um 1890                                                                                                 | Gemarkung Oberneukirch, baugeschichtlich von Bedeutung, Balkon modernisiert, teilweise originale Fenster, Putzbänderdekoration | 09288336 |
| Weitere Bilder                          | Villa mit Einfriedung | Hauptstraße 14 (Karte)                                                                                         | Bezeichnet mit 1905                                                                                     | Gemarkung Oberneukirch, baugeschichtlich von Bedeutung, zweigeschossig mit Ecktürmchen, Putzspiegel u. a. Schmuck, Wetterfahne mit Jahreszahl, Mansardwalmdach mit Gaupen, Schmiedeeisengitter über Eingangstür, originale Fenster, Eisenzaun | 09288300 |
| Weitere Bilder                          | Wohnhaus in Ecklage und in offener Bebauung | Hauptstraße 15 (Karte)                                                                                         | Bezeichnet mit 1904                                                                                     | Gemarkung Oberneukirch, baugeschichtlich von Bedeutung, moderner Ladenanbau, Eck-Putzquaderung, profilierte Fenstereinfassungen, rückseitig neuere Anbauten | 09288337 |
|                                         | Wohnhaus (mit Café und Restaurant) | Hauptstraße 18 (Karte)                                                                                         | Um 1860                                                                                                 | Gemarkung Oberneukirch, baugeschichtlich und ortsgeschichtlich von Bedeutung, zweigeschossig, modernisierter Ladeneinbau, acht Achsen. Ehemals Bertold's Café, Konditorei und Restaurant Pfandleihersch | 09288301 |
| Weitere Bilder                          | Vereinigte Volksschule; Gemeindeamt und Sparkasse (heute); Schulgebäude in offener Bebauung                                                                                                | Hauptstraße 20 (Karte)                                                                                         | 1881 | Gemarkung Oberneukirch, seit 1909 Gemeindeverwaltung und Gemeinde-Sparkasse, baugeschichtlich und ortsgeschichtlich von Bedeutung, dreigeschossig, Sandsteingewände, Mittelrisalit mit Wappen (Stein) und Putzspiegeln, Blendgiebel mit Uhr, Hoftür original, Eingangstür um 1930 | 09288276 |
|                                         | Toreinfahrt und Nebengebäude | Hauptstraße 22 (Karte)                                                                                         | 18. Jahrhundert (Nebengebäude)                                                                          | Gemarkung Oberneukirch, baugeschichtlich von Bedeutung, Toreinfahrt mit Aufsatz und verzierter Dachziegeldeckung, Nebengebäude zweigeschossig mit geschwungenem Giebelabschluss, einem Obelisk und zwei Vasenaufsätzen, alte Fenster | 09288277 |
| Weitere Bilder                          | Lessingschule; Museum; Schulgebäude mit Treppenanlage und Skulptur sowie späterer Turnhalle mit Verbindungsgang                                                                            | Hauptstraße 24 (Karte)                                                                                         | Bezeichnet mit 1908, Einweihung 1909 (Schule); 1920er Jahre (Turnhalle)                                 | Gemarkung Oberneukirch, ortsgeschichtlich und sozialgeschichtlich von Bedeutung. Zweigeschossig mit ausgebautem Mansarddach, zwei Eingänge, eingerückter Mitteltrakt, originale Fenster, Haupteingang mit dreiteiligem Putzrelief „ohne Fleiß keinen Preis. Erbaut 1908.“, in der Haupteingangshalle zwei Medaillons mit Text, Fledermausgaupen mit Sprossenfenstern, Uhrturmaufsatz, mit Schieferdeckung und Wetterfahne, linker Vorbau mit verschiefertem Giebel, Granit- und Bruchsteinsockel. Treppenanlage mit Skulptur: Junge mit Ziege, Einweihung am 7. Januar 1909, Architekten: Gebrüder Kießling aus Kötzschenbroda. 1992 wird die Lessingschule Grundschule, 1995 wurden die beiden Sprüche im Eingangsbereich restauriert: „Lerne die Weisheit für deine Seele, wenn du sie findest, so wird es dir wohl gehen.“ / „Fasse die Zucht, lass nicht davon, bewahre sie, denn sie ist dein Leben.“ | 09288278 |
|                                         | Mietvilla | Hauptstraße 27 (Karte)                                                                                         | Um 1920                                                                                                 | Gemarkung Oberneukirch, baugeschichtlich von Bedeutung, teilweise originale Fenster, farbige Gläser in Bogen- und Eckfenstern, zweigeschossig, Toreinfahrt | 09288338 |
| Weitere Bilder                          | Villa mit Einfriedung | Hauptstraße 28 (Karte)                                                                                         | Um 1900                                                                                                 | Gemarkung Oberneukirch, baugeschichtlich von Bedeutung, eingeschossig, Mittelrisalit, Mansardwalmdach, profilierte Fensterrahmungen, Stuck im Giebelfeld des Mittelfensters, Dach modernisiert, Eisenzaun mit Betonsäulen | 09288296 |
|                                         | Villa mit Einfriedung | Hauptstraße 32 (Karte)                                                                                         | Um 1900                                                                                                 | Gemarkung Oberneukirch, baugeschichtlich von Bedeutung, zweigeschossig, reich verzierte Fenstergewände aus Naturstein, Konsolen, Vorhangbogen mit Schlussstein im Obergeschoss, verzierte Firstdachsteine, Mittelrisalit, Zwerchhaus | 09288294 |
|                                         | Fabrikantenvilla | Hauptstraße 33 (Karte)                                                                                         | Um 1880                                                                                                 | Gemarkung Oberneukirch, gründerzeitlicher Putzbau mit reich gestalteter Fassade und Erker, baugeschichtlich und ortsgeschichtlich von Bedeutung, zweigeschossig, Erker, Rustikaschmuck, reiche Fenstereinfassungen, Erdgeschoss neue Fenster | 09288341 |
|                                         | Dreiseithof mit Wohnhaus (Umgebinde), einem weiteren Wohnhaus und Scheune | Hauptstraße 36, 36a (Karte)                                                                                    | 2. Hälfte 18. Jahrhundert (Umgebindehaus); um 1870 (Bauernhaus)                                         | Gemarkung Oberneukirch, baugeschichtlich von Bedeutung. Umgebindehaus: Stockwerkbau, Obergeschoss Fachwerk und Giebel verschiefert. Wohnhaus zweigeschossig, Fensterprofilierungen. Scheune holzverbrettert. DDR-Denkmalliste. | 09288292 |
|                                         | Fabrikgebäude mit turmähnlichem Anbau und Pförtnerhaus | Hauptstraße 37 (Karte)                                                                                         | Um 1875 (Fabrikgebäude); 19. Jahrhundert (Pförtnerhaus)                                                 | Gemarkung Oberneukirch, lang gestreckter verputzter Fabrikbau mit Klinkergliederungselementen, turmähnlicher Anbau mit Rundbogenfries, ortsgeschichtlich und baugeschichtlich von Bedeutung. - Fabrikgebäude: dreigeschossig, unverputzte Klinker-Fenstersturzbogen, neue Fenster, Anbau dreigeschossig, mit Einfahrten, Lisenengliederung - Pförtnerhaus: Obergeschoss Fachwerk verschiefert, Fledermausgaupe | 09304083 |
| Weitere Bilder                          | Bauernhaus und Scheune | Hauptstraße 38 (Karte)                                                                                         | 2. Hälfte 18. Jahrhundert                                                                               | Gemarkung Oberneukirch, baugeschichtlich und sozialgeschichtlich von Bedeutung, Obergeschoss Giebelseite verschiefert und Traufseite verbrettert, Scheune zum Teil Fachwerk | 09288291 |
| Weitere Bilder                          | Wohnhaus in offener Bebauung | Hauptstraße 41 (Karte)                                                                                         | Um 1880                                                                                                 | Gemarkung Oberneukirch, baugeschichtlich von Bedeutung, zweigeschossig, profilierte Fenstereinrahmungen, drei Risalite mit eingeschossigem Anbau, Putzquader, Putzspiegel, alte Fenster | 09288343 |
| Weitere Bilder                          | Wohnhaus mit Einfriedung in Ecklage | Hauptstraße 45 (Karte)                                                                                         | Um 1910                                                                                                 | Gemarkung Oberneukirch, baugeschichtlich von Bedeutung, Mansardwalmdach mit Fledermausgaupe, originale Tür, Sprossenfenster, rückseitig Neuanbau | 09288326 |
| Weitere Bilder                          | Buchdruckerei Hübschmann; Wohnhaus in offener Bebauung | Hauptstraße 46 (Karte)                                                                                         | Um 1865                                                                                                 | Gemarkung Oberneukirch, baugeschichtlich von Bedeutung | 09288927 |
| Weitere Bilder                          | Villa im Landhausstil, mit Eingangsbereich | Hauptstraße 53 (Karte)                                                                                         | Um 1900                                                                                                 | Gemarkung Oberneukirch, baugeschichtlich von Bedeutung, originale Tür, Fenstergewände, Balkon auf Adlerkonsolen | 09288776 |
| Weitere Bilder                          | Wohnhaus in offener Bebauung und in Ecklage, mit Ladeneinbau | Hauptstraße 57 (Karte)                                                                                         | Um 1900                                                                                                 | Gemarkung Oberneukirch, baugeschichtlich von Bedeutung, Fassade modernisiert, großer Balkon, mit Spitzdach über Eckrisalit | 09288778 |
| Weitere Bilder                          | Wohnhaus in offener Bebauung | Hauptstraße 58 (Karte)                                                                                         | 18. Jahrhundert                                                                                         | Gemarkung Oberneukirch, baugeschichtlich und sozialgeschichtlich von Bedeutung, zweigeschossig, Obergeschoss verschiefert (Ornament), Giebel verbrettert | 09288328 |
| Weitere Bilder                          | Textilvertrieb Thräne; Fabrikantenvilla | Hauptstraße 61 (Karte)                                                                                         | Ende 19. Jahrhundert                                                                                    | Gemarkung Oberneukirch, baugeschichtlich, sozialgeschichtlich und ortsgeschichtlich von Bedeutung, Mansardwalmdach, teilweise originale Fenster und Fensterläden, Fledermausgaupen, hofseitiger Treppenturm mit originaler Tür | 09288782 |
| Weitere Bilder                          | Ehemaliges Gutsverwalterhaus, Wirtschaftsgebäude mit angebautem Torhaus, ein weiteres Wohn- und Wirtschaftsgebäude                                                                         | Hauptstraße 62, 62a, 62b, 62e (Karte)                                                                          | Ende 18. Jahrhundert (Gutsverwalterhaus und Torhaus); Ende 18. und 19. Jahrhundert (Wirtschaftsgebäude) | Gemarkung Oberneukirch, baugeschichtlich und ortsgeschichtlich von Bedeutung. Breitgelagerter, zweigeschossiger Putzbau, Fenster im Obergeschoss verändert, Krüppelwalmdach. Der nordwestliche Gebäudekomplex besteht aus Neubauten auf altem Grundriss abgerissener ehemaliger Rittergutsgebäude. | 09288290 |
| Weitere Bilder                          | Fränkischer Torbogen | Hauptstraße 62, 62a, 62b, 62e (Karte)                                                                          | 19. Jahrhundert                                                                                         | Gemarkung Oberneukirch, Oberes Rittergut Neukirch; baugeschichtlich und ortsgeschichtlich von Bedeutung | 09288290 |
| Weitere Bilder                          | Scheune | Hauptstraße 62b (Karte)                                                                                        | 18. Jahrhundert                                                                                         | Gemarkung Oberneukirch, Oberes Rittergut Neukirch; baugeschichtlich und ortsgeschichtlich von Bedeutung, breitgelagerter verputzter Bruchsteinbau mit großen Holztoren, Krüppelwalmdach, heute als Gemeindefeiersaal umgebaut | 09288290 |
|                                         | Kleine Brücke in der Wegachse östlich des Rittergutes | Hauptstraße 62, 62a, 62b, 62e (Karte)                                                                          | | Gemarkung Oberneukirch, Oberes Rittergut Neukirch; baugeschichtlich und ortsgeschichtlich von Bedeutung | 09288290 |
|                                         | Fabrikantenvilla und Springbrunnen | Hauptstraße 66 (Karte)                                                                                         | 19. Jahrhundert                                                                                         | Gemarkung Oberneukirch, Fabrikantenvilla (Zwiebackfabrik Max Hultsch) mit Palladiomotiv, zweigeschossig, Mansardwalmdach, Fensterläden, Gaupen sowie Springbrunnen; (ohne hinteren Anbau mit Pultdach), ortsgeschichtlich und baugeschichtlich von Bedeutung. 2017 Streichung des ursprünglich ausgewiesenen Gartens, weil ein solcher als gestaltete Anlage nicht existiert. | 09288364 |
| Weitere Bilder                          | Wohnhaus, Wohnhaus mit Vorbau in Umgebindeform und seitlichem Anbau (Zwiebackfabrik Max Hultsch)                                                                                           | Hauptstraße 68 (Karte)                                                                                         | 1. Hälfte 19. Jahrhundert                                                                               | Gemarkung Oberneukirch, baugeschichtlich und ortsgeschichtlich von Bedeutung. Krüppelwalmdach mit Fledermausgaupen, Obergeschoss Fachwerk, originale Fenstergewände, Tür, Eingang und Treppenhaus, DDR-Denkmalliste. Stammhaus der Zwiebackfabrik | 09288365 |
| Weitere Bilder                          | Fabrikgebäude (Stammhaus der Zwiebackfabrik Max Hultsch) | Hauptstraße 68 (Karte)                                                                                         | | Gemarkung Oberneukirch, baugeschichtlich und ortsgeschichtlich von Bedeutung. | 09288365 |
| Weitere Bilder                          | Modehaus Thräne; Wohn- und Geschäftshaus in offener Bebauung, mit Anbau und Einfriedung | Hauptstraße 69 (Karte)                                                                                         | Bezeichnet mit 1896, um 1903                                                                            | Gemarkung Oberneukirch, baugeschichtlich von Bedeutung, zweigeschossig, mit Zwerchhaus, Krüppelwalmdach, schiefergedeckt, Jugendstil-Eisentor, Sandsteinsäulen, Schmucktafel: „R.H.1896“ | 09288784 |
| Weitere Bilder                          | Eingeschossiges Bienenhaus auf rechteckigem Grundriss mit Holzverbretterung | Hauptstraße 72 (Karte)                                                                                         | Um 1910                                                                                                 | Gemarkung Niederneukirch, eingeschossiges Bienenhaus auf rechteckigem Grundriss mit Holzverbretterung, wissenschaftlich-dokumentarischer Zeugniswert und Seltenheitswert | 09303904 |
|                                         | Mietvilla | Hauptstraße 73 (Karte)                                                                                         | Um 1890                                                                                                 | Gemarkung Oberneukirch, baugeschichtlich von Bedeutung, zweigeschossig, Windfang (Eisen, teilweise farbiges Glas), Zierputz mit Diamantquader, Fenstereinfassung, Spiegel, Fenstergiebel | 09288330 |
| Weitere Bilder                          | Seitengebäude eines kleinen Dreiseithofes | Hauptstraße 75 (Karte)                                                                                         | Um 1750                                                                                                 | Gemarkung Oberneukirch, baugeschichtlich von Bedeutung, Obergeschoss im hinteren Bereich verbrettert, vorderer Bereich und Giebel verschiefert (Ornament), Granitgewände, Kellergewölbe, ursprünglich unter Hauptstraße 75 und 77 sowie Flurstücksnummer 19a erfasst | 09288321 |
| Weitere Bilder                          | Schlossschänke; Wohnhaus und fränkischer Torbogen als Verbindung zwischen Wohnhaus Nr. 77 und Seitengebäude Nr. 75                                                                         | Hauptstraße 77 (Karte)                                                                                         | 1751 | Gemarkung Oberneukirch, ehemaliges Gerichtsgebäude, baugeschichtlich und ortsgeschichtlich von Bedeutung, massiver breitgelagerter zweigeschossiger Putzbau mit acht Achsen, Granittürgewände, Krüppelwalmdach mit Biberschwanzdeckung und Fledermausgaupen, DDR-Liste, das Gerichtsgebäude war 1830 Stätte der Neukircher Hofrevolution, zugleich: Rentamt, Brauerei, Bierausschank, heute Naturkinderhaus, fränkischer Torbogen | 09288313 |
| Weitere Bilder                          | Königlich-Sächsische Meilensteine (Sachgesamtheit); Meilenstein (Kopie) | Hauptstraße 78 (bei) (Karte)                                                                                   | 19. Jahrhundert (Meilenstein, Kopie 20. Jahrhundert)                                                    | Gemarkung Niederneukirch, zum Kilometerstein umgearbeitet, verkehrshistorisch von Bedeutung | 09288694 |
| Weitere Bilder                          | Mittelmühle; Wohnhaus, Mühle und Mühlgraben sowie Wehr und rückwärtige Stützmauer | Hauptstraße 84 (Karte)                                                                                         | 1628; 1735 urkundlich erwähnt                                                                           | Gemarkung Niederneukirch, baugeschichtlich und technikgeschichtlich von Bedeutung, ehemalige Mahlmühle und Brettmühle, Wassermühle und Bäckerei, Anwesen stand bis 2001 unter der Adresse „An der Wehrbrücke/Ecke Hauptstraße 84“ in der Denkmalliste | 09288693 |
|                                         | Bauernhaus | Hauptstraße 87 (Karte)                                                                                         | 1. Hälfte 19. Jahrhundert                                                                               | Gemarkung Oberneukirch, baugeschichtlich und sozialgeschichtlich von Bedeutung, ehemaliges Umgebindehaus, Giebel verschiefert (Ornament), Obergeschoss verbrettert | 09288367 |
|                                         | Bauernhaus | Hauptstraße 89 (Karte)                                                                                         | 1. Hälfte 19. Jahrhundert                                                                               | Gemarkung Niederneukirch, baugeschichtlich und sozialgeschichtlich von Bedeutung, Giebel mit Ornament verschiefert, Schieferdach, vermutlich ehemaliges Umgebindehaus | 09288368 |
|                                         | Wohnhaus in offener Bebauung | Hauptstraße 90 (Karte)                                                                                         | Um 1850                                                                                                 | Gemarkung Niederneukirch, baugeschichtlich von Bedeutung, Obergeschoss und Giebel verschiefert, Erdgeschoss umgebaut | 09288681 |
|                                         | Wohnstallhaus | Hauptstraße 94 (Karte)                                                                                         | 1. Hälfte 19. Jahrhundert                                                                               | Gemarkung Niederneukirch, baugeschichtlich und sozialgeschichtlich von Bedeutung, drei Hechtgaupen, Obergeschoss verbrettert | 09288680 |
|                                         | Brot- und Weiß-Bäckerei; Wohnhaus in halboffener Bebauung mit Ladenanbau | Hauptstraße 95 (links) (Karte)                                                                                 | Um 1905                                                                                                 | Gemarkung Niederneukirch, baugeschichtlich und sozialgeschichtlich von Bedeutung, Dach und Giebel verschiefert | 09288289 |
|                                         | Villa | Hauptstraße 96 (Karte)                                                                                         | Um 1890                                                                                                 | Gemarkung Niederneukirch, baugeschichtlich von Bedeutung, Mansardwalmdach, Windfang, originale Tür | 09288677 |
|                                         | Wohnhaus im Landhausstil | Hauptstraße 97 (Karte)                                                                                         | Um 1900                                                                                                 | Gemarkung Niederneukirch, baugeschichtlich von Bedeutung, teilweise Fachwerk, Altan, Turm, Sandsteintürgewände, Krüppelwalmdach | 09288366 |
|                                         | Wohnhaus im Landhausstil, mit Windfang | Hauptstraße 100 (Karte)                                                                                        | Um 1850                                                                                                 | Gemarkung Niederneukirch, baugeschichtlich von Bedeutung, Obergeschoss und Giebel verschiefert, Krüppelwalmdach | 09288674 |
|                                         | Wohnhaus (ehemals Umgebindehaus) und Nebengebäude | Hauptstraße 102 (Karte)                                                                                        | Bezeichnet mit 1832                                                                                     | Gemarkung Niederneukirch, baugeschichtlich und sozialgeschichtlich von Bedeutung, Krüppelwalmdach, Obergeschoss verschiefert, Türsturz, Hofwohnhaus mit Lehmausfachung | 09288673 |
|                                         | Wohnhaus und Scheune eines Vierseithofes (gefährdet) | Hauptstraße 108 (Karte)                                                                                        | 2. Hälfte 19. Jahrhundert                                                                               | Gemarkung Niederneukirch, baugeschichtlich und sozialgeschichtlich von Bedeutung. DDR-Liste, verzierte Säulen, Lehmausfachung, Bruchsteinsockel, Obergeschoss verbrettert, Wohnhaus Obergeschoss verschiefert. Merkmale des ehemaligen Umgebinde-Wohnhauses, welches im November 2006 abgebrochen wurde: 1. Hälfte 19. Jahrhundert, 2-jöchiges Umgebinde, verzierte Umgebindesäulen, Bruchsteinsockel. | 09288668 |
|                                         | Ehemaliges Ballhaus „Goldene Eiche“ | Hauptstraße 112 (Karte)                                                                                        | Um 1870                                                                                                 | Gemarkung Niederneukirch, baugeschichtlich und ortsgeschichtlich von Bedeutung, eingeschossig, dekorative Fensterrahmungen, Achseneinteilung durch Pilaster korinthischer Ordnung, Bühneneinbau, originale Deckenlampen, Deckenstuck, drei Säulen im Innenraum. | 09288663 |
|                                         | Wohnhaus und angebaute Scheune | Hauptstraße 114 (Karte)                                                                                        | Um 1910                                                                                                 | Gemarkung Niederneukirch, baugeschichtlich von Bedeutung, eingeschossig, Mansardwalmdach, Sockel Bruchsteinmauerwerk | 09288658 |
|                                         | Wohnhaus in offener Bebauung, mit Laden und Nebengebäude | Hauptstraße 115 (Karte)                                                                                        | 3. Drittel 19. Jahrhundert                                                                              | Gemarkung Niederneukirch, Wohnhaus mit Laden, baugeschichtlich von Bedeutung, zweigeschossig, Putz-Dekoration, Walmdach mit Gaupen, Nebengebäude auf L-förmigem Grundriss | 09288692 |
| Weitere Bilder                          | Wohnhaus (Umgebinde) | Hauptstraße 116 (Karte)                                                                                        | 1. Hälfte 19. Jahrhundert                                                                               | Gemarkung Niederneukirch, baugeschichtlich und sozialgeschichtlich von Bedeutung, zweigeschossig, Obergeschoss und Giebel verbrettert, Hofseite Fachwerk, Erdgeschoss teilweise Bruchsteinmauerwerk | 09288660 |
| Direkt Bild zu diesem Denkmal hochladen | Auszugshaus | Hauptstraße 120 (Karte)                                                                                        | 1. Hälfte 19. Jahrhundert                                                                               | Gemarkung Niederneukirch, baugeschichtlich und sozialgeschichtlich von Bedeutung, eingeschossig, Giebel mit Schiefer (Ornament), Rundbogenfenster original | 09288666 |
|                                         | Wohnhaus in offener Bebauung | Hauptstraße 121 (Karte)                                                                                        | Um 1910                                                                                                 | Gemarkung Niederneukirch, baugeschichtlich von Bedeutung, zweigeschossiger Massivbau mit Putzgliederungen, vielgliedrige Dachlandschaft, erneuerte Fenster mit herkömmlicher Teilung, Zahnschnittfries, geschlossener Balkon, originale Haustür | 09288682 |
|                                         | Wohnhaus (ehemaliges Umgebindehaus) | Hauptstraße 131 (Karte)                                                                                        | Um 1850                                                                                                 | Gemarkung Niederneukirch, baugeschichtlich und sozialgeschichtlich von Bedeutung, Obergeschoss und Giebel verbrettert, neue Fenster, Krüppelwalmdach | 09288676 |
| Weitere Bilder                          | Wohn- und Geschäftshaus in offener Bebauung | Hauptstraße 133 (Karte)                                                                                        | Um 1905                                                                                                 | Gemarkung Niederneukirch, baugeschichtlich von Bedeutung, zwei Ladentüren mit Mattschliff-Scheiben | 09288675 |
| Weitere Bilder                          | Wohnhaus (ehemaliges Umgebindehaus) | Hauptstraße 137a (Karte)                                                                                       | 19. Jahrhundert                                                                                         | Gemarkung Niederneukirch, baugeschichtlich von Bedeutung, Obergeschoss verschiefert, vermutlich Fachwerk noch vorhanden, Giebel verbrettert, Gebäude wurde bis 2007 irrtümlich unter der Hausnummer 137 a in der Denkmalliste geführt | 09288671 |
|                                         | Gartenpavillon | Hauptstraße 141a (Karte)                                                                                       | Um 1930                                                                                                 | Gemarkung Niederneukirch, künstlerisch und baugeschichtlich von Bedeutung, Holz- und Blechzierat, teilweise farbiges Glas, Gebäude wurde bis 2007 irrtümlich unter Hauptstraße 141 b in der Denkmalliste geführt | 09288669 |
| Weitere Bilder                          | Wohnhaus (ehemaliges Umgebindehaus) | Hauptstraße 151 (Karte)                                                                                        | Bezeichnet mit 1851                                                                                     | Gemarkung Niederneukirch, baugeschichtlich und sozialgeschichtlich von Bedeutung, zweigeschossig, Obergeschoss Fachwerk, Granitgewände, Türsturz „JTA 1851“, Krüppelwalmdach, DDR-Liste | 09288662 |
|                                         | Gasthof „Waldschlößchen“ mit zum Teil originaler Ausstattung | Karl-Berger-Straße 17 (Karte)                                                                                  | 1914 | Gemarkung Oberneukirch, Gasthof im Landhausstil, ortsgeschichtlich und baugeschichtlich von Bedeutung, original innen Türen und Glasschränke an der Theke | 09288936 |
| Weitere Bilder                          | Sachgesamtheit Königlich-Sächsische Triangulierung („Europäische Gradmessung im Königreich Sachsen“); Station 6, Valtenberg                                                                | Karl-Berger-Straße 18 (auf dem Valtenberg) (Karte)                                                             | Bezeichnet mit 1864–1866                                                                                | Gemarkung Niederneukirch, Triangulationsstein Station 1. Ordnung. Aussichtsturm baugeschichtlich und ortsgeschichtlich von Bedeutung, Triangulationspunkt vermessungsgeschichtlich von Bedeutung. Inschrift am Aussichtsturm „Bauführer.M.Bachmann G.Wobst G.Richter L.Richter Erbaut i. Jahre 1856. Eingeweiht d. 1. Juli 1857“. Auf der höchsten Erhebung des Lausitzer Berglandes wurde bereits am 1. Juli 1857 der steinerne König-Johann-Turm eingeweiht. 1864 entschied Nagel, dass der Turm bestens geeignet wäre für die Errichtung einer Station I. Ordnung und ließ 1864 einen Pfeiler auf der südwestlichen Ecke der Plattform des Thurmes errichten und mit einem hölzernen Standgerüst umgeben. Zur Verbesserung der Beobachtungssicherheit wurde im September 1866 unter Leitung des Assistenten Helmert das Holzgerüst abgebaut und der Pfeiler in die Mitte der westlichen Umfassungsmauer der Plattform versetzt und mit einem Umgang versehen. 1868 fanden die Beobachtungen zu den umliegenden Stationen statt. 1959 erfolgten astronomische Messungen. Der Pfeiler ist aus Granit vom Valtenberg gefertigt und mit einer Inschrift versehen, die auf einer vertieften Fläche aufgebraucht ist. Die Inschrift lautet: „Station/VALTENBERG/ der/ Mitteleuropäischen/ Gradmessung/K.Sachsen./1864“. Die Deckplatte liegt ohne Verschraubung auf dem Pfeiler. Bei der Turmsanierung vor dem 150-jährigen Jubiläum 2007 wurden bauliche Veränderungen im Bereich der Plattform vorgenommen. Dabei auch vier Haltewinkel für das Sicherheitsglas am historischen Stationspfeiler befestigt. | 09288937 |
| Weitere Bilder                          | Aussichtsturm (Valtenbergturm, ehemals König-Johann-Turm) | Karl-Berger-Straße 18 (auf dem Valtenberg) (Karte)                                                             | 1856–1857                                                                                               | Gemarkung Niederneukirch, baugeschichtlich und ortsgeschichtlich von Bedeutung. Inschrift am Aussichtsturm „Bauführer.M.Bachmann G.Wobst G.Richter L.Richter Erbaut i. Jahre 1856. Eingeweiht d. 1. Juli 1857“. Auf der höchsten Erhebung des Lausitzer Berglandes wurde am 1. Juli 1857 der steinerne König-Johann-Turm eingeweiht. | 09307159 |
|                                         | Ländliches Wohnhaus | Karl-Weickert-Straße 6 (Karte)                                                                                 | nach 1800                                                                                               | Gemarkung Oberneukirch, baugeschichtlich und sozialgeschichtlich von Bedeutung, Obergeschoss und Giebel mit Schiefer (Ornament), Obergeschoss verbrettert, profilierte Fensterrahmungen, laut ALK Daten besitzt das Gebäude die Hausnummer 6, statt ehemals 6a | 09288304 |
|                                         | Am Liehnshof; Wohngebäude und Stall eines ehemaligen Dreiseithofes und Grundstückseinfriedung                                                                                              | Karl-Weickert-Straße 8 (Karte)                                                                                 | Ende 18. Jahrhundert                                                                                    | Gemarkung Oberneukirch, baugeschichtlich und sozialgeschichtlich von Bedeutung, Wohnhaus mit Schieferornament am Giebel, Neuverputz, Stall im Obergeschoss verbrettert, alte Linde im Hof, ca. 60 cm hohe Bruchsteinmauer | 09288305 |
|                                         | Wohnhaus in offener Bebauung | Karl-Weickert-Straße 10 (Karte)                                                                                | 2. Hälfte 19. Jahrhundert                                                                               | Gemarkung Oberneukirch, baugeschichtlich von Bedeutung, Krüppelwalmdach, Jugendstiltür | 09288306 |
|                                         | Wohnhaus in offener Bebauung | Korngäßchen 1 (Karte)                                                                                          | 1. Viertel 19. Jahrhundert                                                                              | Gemarkung Oberneukirch (Steinigtwolmsdorfer Anteil), baugeschichtlich und sozialgeschichtlich von Bedeutung, Obergeschoss verbrettert, Giebel verschiefert, Natursteingewände | 09288831 |
|                                         | Wohnstallhaus | Korngäßchen 2 (Karte)                                                                                          | 1. Viertel 19. Jahrhundert                                                                              | Gemarkung Oberneukirch (Steinigtwolmsdorfer Anteil), baugeschichtlich und sozialgeschichtlich von Bedeutung, originale Tür, Obergeschoss und Giebel verschiefert | 09288833 |
| Weitere Bilder                          | Fabrikantenvilla zur ehemaligen Weberei Bieck und Co. Kommanditgesellschaft | Leibinger Straße 13 (Karte)                                                                                    | Um 1920                                                                                                 | Gemarkung Oberneukirch, Gebäude mit hohem Authentizitätsgrad (auch im Innern), bau- und ortsgeschichtlich von Bedeutung, aufwändige Außengestaltung mit Balkonvorbauten, originalen Fenstern mit dekorativen Sprossungen, originaler Haustür mit Kugelschliff-Glas und Walmdach mit Fledermausgaupe, Haus stand bis 23. September 2001 irrtümlich unter „Straße der Freundschaft 9“ in der Denkmalliste | 09288726 |
| Weitere Bilder                          | Fabrik | Leibinger Straße 30 (Karte)                                                                                    | 3. Drittel 19. Jahrhundert                                                                              | Gemarkung Oberneukirch, baugeschichtlich und technikgeschichtlich von Bedeutung. Langgestreckter zweigeschossiger Baukörper mit Satteldach, verputzter Massivbau mit schönem umlaufenden, bauzeitlichen Rundbogenfries (Ziegel), Natursteinsockel (Polygonalmauerwerk) und original erhaltenen, segmentbogig abgeschlossenen Industriefenstern (Metallsprossen, beweglicher Fensterflügel im unteren Bereich), aufwändig gestaltete Durchfahrt zum Hof mit Rundbogenfries, Eisensäulen und Eisenziergitter. Innen: im Erdgeschoss und im Obergeschoss langgestreckte Säle mit jeweils zwei Reihen Eisenstützen, bauzeitlich erhaltener Dachstuhl und Treppenhaus mit gemauerten Treppenwangen und Granitstufen. Die anderen Gebäude der Fabrikanlage wurden aufgrund ihres Veränderungsgrades nach Besichtigung vor Ort einvernehmlich als Denkmale gestrichen, Fabrik wurde bis 2007 irrtümlich unter der Adresse Weifaer Weg 14 in der Denkmalliste geführt. | 09288749 |
|                                         | Wohnhaus in offener Bebauung | Lindenweg 4 (Karte)                                                                                            | Um 1800                                                                                                 | Gemarkung Oberneukirch, baugeschichtlich und sozialgeschichtlich von Bedeutung, Frackdach, teilweise Schiefer (Ornament) | 09288852 |
| Weitere Bilder                          | Wohnhaus, Stall und Scheune eines Bauernhofes | Lindenweg 6 (Karte)                                                                                            | Mitte 19. Jahrhundert                                                                                   | Gemarkung Oberneukirch, baugeschichtlich und sozialgeschichtlich von Bedeutung, Natursteingewände, Krüppelwalmdach, Giebel verschiefert | 09288851 |
| Weitere Bilder                          | Wohnhaus, Scheune und Seitengebäude eines Dreiseithofes | Lindenweg 9 (Karte)                                                                                            | Mitte 19. Jahrhundert                                                                                   | Gemarkung Oberneukirch, weitestgehend authentisch erhaltene Hofanlage, baugeschichtlich und sozialgeschichtlich von Bedeutung. - Wohnhaus: Obergeschoss verbrettert, Fachwerk, Satteldach mit Schieferdeckung - Scheune: Erdgeschoss massiv, verbretterter Drempel, Satteldach mit Schieferdeckung - Seitengebäude: eingeschossig, verbrettert, Satteldach | 09288849 |
|                                         | Wohnhaus | Moserweg 6 (Karte)                                                                                             | Um 1900                                                                                                 | Gemarkung Oberneukirch, baugeschichtlich von Bedeutung, Granitgewände, originale Fenster, L-förmigen Grundriss | 09288819 |
|                                         | Wohnhaus und Scheune | Moserweg 8 (Karte)                                                                                             | 2. Hälfte 19. Jahrhundert                                                                               | Gemarkung Oberneukirch, baugeschichtlich von Bedeutung, Obergeschoss offenes Fachwerk, verbrettert, Giebel verschiefert, teilweise Natursteingewände | 09288818 |
|                                         | Wohnstallhaus | Moserweg 9 (Karte)                                                                                             | 1. Hälfte 19. Jahrhundert                                                                               | Gemarkung Oberneukirch, baugeschichtlich von Bedeutung, Obergeschoss und Giebel mit Kunstschiefer, Granitsteingewände | 09288817 |
|                                         | Ehemaliges Vorlaubenhaus und Nebengebäude | Mühlgutstraße 10, 10a (Karte)                                                                                  | Um 1800                                                                                                 | Gemarkung Oberneukirch, baugeschichtlich und sozialgeschichtlich von Bedeutung, neuerer Windfang, Giebel mit Kunstschiefer verkleidet | 09288716 |
|                                         | Wohnhaus (vermutlich ehemals Umgebindehaus) und ein Nebengebäude | Mühlgutstraße 16 (Karte)                                                                                       | Um 1800                                                                                                 | Gemarkung Oberneukirch, baugeschichtlich und sozialgeschichtlich von Bedeutung, Wohnhaus Obergeschoss und Giebel verschiefert und verbrettert, Nebengebäude aus Bruchstein | 09288718 |
| Weitere Bilder                          | Wohnhaus (ehemals Umgebindehaus), Nebengebäude und rückwärtiger Stall | Mühlgutstraße 17 (Karte)                                                                                       | Um 1880                                                                                                 | Gemarkung Oberneukirch, baugeschichtlich von Bedeutung, Stockwerkbau, Obergeschoss Fachwerk, Giebel und Rückseite Asbestplatten, Stall mit Lehmausfachung | 09288719 |
|                                         | Bauernhaus und Scheune eines Bauernhofes | Mühlgutstraße 20 (Karte)                                                                                       | 19. Jahrhundert                                                                                         | Gemarkung Oberneukirch, baugeschichtlich von Bedeutung, Obergeschoss verbrettert, Dach verschiefert, Erdgeschoss stark modernisiert | 09288720 |
| Weitere Bilder                          | Wohnhaus und Pumpe | Mühlgutstraße 21 (Karte)                                                                                       | 19. Jahrhundert                                                                                         | Gemarkung Oberneukirch (Steinigtwolmsdorfer Anteil), baugeschichtlich von Bedeutung, originale Tür, Natursteingewände, Drillingsfenster im Giebel | 09288721 |
| Weitere Bilder                          | Villa | Mühlgutstraße 22 (Karte)                                                                                       | Um 1900                                                                                                 | Gemarkung Oberneukirch (Steinigtwolmsdorfer Anteil), baugeschichtlich von Bedeutung, zweigeschossig, Balkon auf Konsolen mit Schmiedeeisen, dekorative Fensterrahmungen, ehemals Wetterfahne | 09288722 |
| Weitere Bilder                          | Wohnhaus in offener Bebauung | Naundorfer Straße 4 (Karte)                                                                                    | Um 1900                                                                                                 | Gemarkung Oberneukirch, baugeschichtlich von Bedeutung, profilierte Fensterrahmungen, Ornament-Schieferdach | 09288363 |
| Weitere Bilder                          | Wohnstallhaus | Naundorfer Straße 8 (Karte)                                                                                    | 19. Jahrhundert                                                                                         | Gemarkung Oberneukirch, baugeschichtlich und sozialgeschichtlich von Bedeutung, zweigeschossig, Obergeschoss Fachwerk, Giebelseite verbrettert und Giebelseite verschiefert (Ornament), rückseitiger kleiner Anbau | 09288361 |
| Weitere Bilder                          | Wohnhaus (Umgebinde) | Oststraße 4 (Karte)                                                                                            | Um 1800                                                                                                 | Gemarkung Oberneukirch, baugeschichtlich und sozialgeschichtlich von Bedeutung, Obergeschoss Fachwerk, Giebel verbrettert und verschiefert, Stockwerkbau, Knaggen, DDR-Denkmalliste | 09288359 |
|                                         | Stallgebäude eines Dreiseithofes | Oststraße 6 (Karte)                                                                                            | vor 1900                                                                                                | Gemarkung Oberneukirch, baugeschichtlich von Bedeutung, Bruchsteinmauerwerk unverputzt, zwei Lüftungsschlitze, Schieferdeckung | 09288317 |
| Weitere Bilder                          | Ehemaliges Umgebinde-Wohnhaus | Oststraße 11 (Karte)                                                                                           | Bezeichnet mit 1842 im Türstock                                                                         | Gemarkung Oberneukirch (Steinigtwolmsdorfer Anteil), baugeschichtlicher und ortsbildprägender Wert. Wohnhaus mit teils verschiefertem, teils verbrettertem Fachwerk-Obergeschoss, mit winklig angebauter Scheune. Fenster im Erdgeschoss und Türstock Granit, lange Auflagesteine der Umgebindesäulen sind noch vollständig sichtbar erhalten, so dass sich südseitig zwei Joche und am Ostgiebel drei Joche ablesen lassen. „Versteinerung“ des Erdgeschosses vermutlich recht früh begonnen, Fenster in ehemaliger Blockstube besitzen Granitgewände (auch an zugesetztem Fenster noch vorhanden). Türstock: Granitgewände mit korbbogigem Sturz bezeichnet mit Jahreszahl 1842 und Initialen. Gegenwärtig alle Steingewände einschließlich Türstock einheitlich in Wandfarbe übermalt, Fenster ohne Sprossung, aber Gebäude ansonsten hinsichtlich Kubatur, Proportionen, Material ohne Entfremdung erhalten. Weiterhin wichtig für Ensemblewirkung Oststraße 11, 12, 13, 15, 17, 18 und Ernst-Berthold-Weg 7. Lage am bogenförmigen Abzweig der Oststraße wichtig für Ortsbild. Antrag auf Unterschutzstellung von Landratsamt Bautzen. | 09288882 |
| Weitere Bilder                          | Wohnstallhaus mit Scheunenanbau | Oststraße 13 (Karte)                                                                                           | Mitte 19. Jahrhundert                                                                                   | Gemarkung Oberneukirch (Steinigtwolmsdorfer Anteil), baugeschichtlich von Bedeutung, eingeschossig, große mittige Gaupe | 09288844 |
|                                         | Wohnhaus in offener Bebauung | Oststraße 15 (Karte)                                                                                           | Mitte 19. Jahrhundert                                                                                   | Gemarkung Oberneukirch (Steinigtwolmsdorfer Anteil), baugeschichtlich von Bedeutung, Obergeschoss verbrettert, neuerer Anbau im Hof und Windfang | 09288845 |
| Weitere Bilder                          | Brennerei-Kelterei; Wohnhaus mit Einfriedung, Kelterei und Nebengebäude | Oststraße 17 (Karte)                                                                                           | Um 1850, bezeichnet mit 1879                                                                            | Gemarkung Oberneukirch (Steinigtwolmsdorfer Anteil), baugeschichtlich ortsgeschichtlich von Bedeutung, „HAG 1879“ am Nebengebäude, Natursteingewände, Wohnhaus: Erdgeschoss modernisiert, Obergeschoss verschiefert, schöne schmiedeeiserne Einfriedung mit Granitpfosten, zweiflügliges Tor der Einfahrt mit zwei Granitpfosten | 09288846 |
| Weitere Bilder                          | Scheune | Oststraße 18 (Karte)                                                                                           | Um 1860                                                                                                 | Gemarkung Oberneukirch (Steinigtwolmsdorfer Anteil), baugeschichtlich von Bedeutung, Scheune mit Lehmfachwerk, verbrettert, baugeschichtlich von Bedeutung | 09288847 |
|                                         | Wohnhaus mit Tischlerwerkstattanbau | Oststraße 20 (Karte)                                                                                           | Mitte 19. Jahrhundert                                                                                   | Gemarkung Oberneukirch (Steinigtwolmsdorfer Anteil), baugeschichtlich von Bedeutung, originale Tür, Tür- und Fenstereinfassungen | 09288838 |
|                                         | Wohnhaus und Scheune | Oststraße 22, 23 (Karte)                                                                                       | 1. Hälfte 19. Jahrhundert                                                                               | Gemarkung Oberneukirch (Steinigtwolmsdorfer Anteil), baugeschichtlich von Bedeutung, Obergeschoss und Giebel sowie Scheune verbrettert, Anwesen stand bis 2001 irrtümlich unter „Oststraße 22“ in Liste | 09288839 |
| Weitere Bilder                          | Wohnstallhaus | Oststraße 24 (Karte)                                                                                           | Bezeichnet mit 1821                                                                                     | Gemarkung Oberneukirch (Steinigtwolmsdorfer Anteil), baugeschichtlich und sozialgeschichtlich von Bedeutung, Obergeschoss verbrettert (Fachwerk vermutlich), Giebel verschiefert, Granitgewände, Türsturz „No 64, 1821“ und drei Buchstaben | 09288840 |
| Weitere Bilder                          | Gasthof „Zwei Linden“ mit Tanzsaal und Stall | Oststraße 27 (Karte)                                                                                           | Um 1850                                                                                                 | Gemarkung Oberneukirch (Steinigtwolmsdorfer Anteil), baugeschichtlich und ortsgeschichtlich von Bedeutung, Obergeschoss verschiefert, Granitgewände, Türbogen „No...“, Hof mit Stall aus Lehmfachwerk und Bruchsteinmauer, Krüppelwalmdach, innen originale Türen zum Hof, Fachwerkgiebel | 09288842 |
| Weitere Bilder                          | Hakenhof | Oststraße 28 (Karte)                                                                                           | Bezeichnet mit 1819                                                                                     | Gemarkung Oberneukirch (Steinigtwolmsdorfer Anteil), baugeschichtlich und sozialgeschichtlich von Bedeutung, Mansarddach, Obergeschoss verbrettert, Granitgewände, Türbogen „CGR 1819“, Fensterläden | 09288843 |
|                                         | Wohnhaus in offener Bebauung | Oststraße 30 (Karte)                                                                                           | 2. Hälfte 19. Jahrhundert                                                                               | Gemarkung Oberneukirch (Steinigtwolmsdorfer Anteil), baugeschichtlich von Bedeutung, Erdgeschoss modernisiert, Obergeschoss und Giebel verbrettert | 09288763 |
|                                         | Wohnhaus (Umgebinde) | Oststraße 33 (Karte)                                                                                           | Um 1850                                                                                                 | Gemarkung Oberneukirch (Steinigtwolmsdorfer Anteil), baugeschichtlich und sozialgeschichtlich von Bedeutung, Obergeschoss und Giebel verbrettert, DDR-Liste | 09288762 |
|                                         | Hakenhof | Parkstraße 11 (Karte)                                                                                          | Um 1850                                                                                                 | Gemarkung Niederneukirch, baugeschichtlich und sozialgeschichtlich von Bedeutung, Obergeschoss verbrettert, Giebel verbrettert, verschiefert | 09288786 |
| Weitere Bilder                          | Pfarrhaus, mit Nebengebäude (ehemals Leichenhaus) | Pfarrgasse 1 (Karte)                                                                                           | Bezeichnet mit 1800                                                                                     | Gemarkung Oberneukirch, baugeschichtlich und sozialgeschichtlich von Bedeutung, zweigeschossig, Sandsteintürgewände mit Schlussstein „No 126/Anno 1800“, zweiläufige Treppe, originale Tür, Obergeschoss und Giebel verschiefert, Fledermausgaupen, Nebengebäude Obergeschoss um 1991 neu nach Brand | 09288344 |
|                                         | Wohnhaus in offener Bebauung, mit Anbau und Einfriedung, ehemals Kirchschule und Kantorat                                                                                                  | Pfarrgasse 3 (Karte)                                                                                           | 1617 laut Chronik (Wohnhaus); um 1670 (Anbau)                                                           | Gemarkung Oberneukirch, baugeschichtlich und ortsgeschichtlich von Bedeutung, erster Mieter war Ortschronist von Neukirch, Obergeschoss und Giebel verschiefert, teilweise verbrettert, Tür um 1890, DDR-Denkmalliste | 09288346 |
|                                         | Wohnhaus (heute Pfarrhaus) und Scheune | Pfarrgasse 4 (Karte)                                                                                           | 2. Hälfte 19. Jahrhundert                                                                               | Gemarkung Oberneukirch, baugeschichtlich und sozialgeschichtlich von Bedeutung, am Hang gebaut, zwei- bzw. dreigeschossig, Drempel, Scheune mit Durchfahrt | 09288347 |
|                                         | Wohnhaus in offener Bebauung | Pfarrgasse 5 (Karte)                                                                                           | Um 1800                                                                                                 | Gemarkung Oberneukirch, baugeschichtlich und sozialgeschichtlich von Bedeutung, zweigeschossig, Obergeschoss und Giebel verschiefert (Ornament), Natursteingewände | 09288350 |
|                                         | Wohnhaus in offener Bebauung | Pfarrgasse 6 (Karte)                                                                                           | Um 1800                                                                                                 | Gemarkung Oberneukirch, baugeschichtlich von Bedeutung, eingeschossig, Giebel mit Rundbogenfenstern mit Sprossen | 09288351 |
|                                         | Wohnhaus in offener Bebauung | Pfarrgasse 7 (Karte)                                                                                           | 2. Hälfte 19. Jahrhundert                                                                               | Gemarkung Oberneukirch, baugeschichtlich von Bedeutung, zweigeschossig, Stockgesims, Putzdekoration, neue Fenster, rückwärtiger Anbau, rückseitig am Grundstück alte Bruchsteinmauer | 09288352 |
|                                         | Bauernhaus | Pfarrgasse 10 (Karte)                                                                                          | Um 1850                                                                                                 | Gemarkung Oberneukirch, baugeschichtlich von Bedeutung, Obergeschoss mit Schiefer (vermutlich Fachwerk), Erdgeschoss modernisiert, Giebel verbrettert | 09288287 |
|                                         | Wohnhaus in halboffener Bebauung | Pfarrgasse 11 (Karte)                                                                                          | 19. Jahrhundert                                                                                         | Gemarkung Oberneukirch, baugeschichtlich von Bedeutung | 09288285 |
| Direkt Bild zu diesem Denkmal hochladen | Post mit Einfriedung, Toreinfahrt sowie Adlerrelief, Ecklampe „Postamt“ und Fassadenschriftzug                                                                                             | Poststraße 1 (Karte)                                                                                           | Um 1930                                                                                                 | Gemarkung Oberneukirch, baugeschichtlich und ortsgeschichtlich von Bedeutung, zweigeschossig, sieben Achsen, Obergeschoss mit Fensterläden, vergoldeter Adler als Relief über der Tür, Walmdach mit Gaupen, „Postamt“ | 09288334 |
| Direkt Bild zu diesem Denkmal hochladen | Wohnhaus in offener Bebauung | Quergasse 1 (Karte)                                                                                            | Um 1870                                                                                                 | Gemarkung Niederneukirch, baugeschichtlich von Bedeutung, Windfang, Zwerchgiebel, eingeschossig, profilierte Fensterrahmungen, Putzdekoration | 09288870 |
| Direkt Bild zu diesem Denkmal hochladen | Wohnstallhaus | Quergasse 3 (Karte)                                                                                            | Um 1850                                                                                                 | Gemarkung Niederneukirch, baugeschichtlich von Bedeutung, Obergeschoss und Giebel verschiefert, Windfang | 09288871 |
| Direkt Bild zu diesem Denkmal hochladen | Scheune eines Hakenhofes | Quergasse 5 (Karte)                                                                                            | 2. Hälfte 19. Jahrhundert                                                                               | Gemarkung Niederneukirch, baugeschichtlich von Bedeutung, Scheune in Hanglage, mit Obergeschoss-Zufahrt | 09288873 |
| Direkt Bild zu diesem Denkmal hochladen | Hakenhof | Richterhäuser 1 (Karte)                                                                                        | 2. Hälfte 19. Jahrhundert                                                                               | Gemarkung Oberneukirch (Steinigtwolmsdorfer Anteil), baugeschichtlich und sozialgeschichtlich von Bedeutung, Krüppelwalmdach, Obergeschoss verbrettert | 09288768 |
| Direkt Bild zu diesem Denkmal hochladen | Wohnstallhaus eines Dreiseithofes | Richterhäuser 4 (Karte)                                                                                        | 1. Drittel 19. Jahrhundert                                                                              | Gemarkung Oberneukirch (Steinigtwolmsdorfer Anteil), baugeschichtlich und sozialgeschichtlich von Bedeutung, Obergeschoss und Giebel verbrettert und verschiefert | 09288934 |
| Direkt Bild zu diesem Denkmal hochladen | Wohnstallhaus | Richterhäuser 5 (Karte)                                                                                        | 1. Drittel 19. Jahrhundert                                                                              | Gemarkung Oberneukirch (Steinigtwolmsdorfer Anteil), baugeschichtlich und sozialgeschichtlich von Bedeutung, Frackdach, Obergeschoss verbrettert und verschiefert, Giebel verputzt | 09288933 |
| Direkt Bild zu diesem Denkmal hochladen | Bahnwärterhaus und Nebengebäude | Richterhäuser 6 (Karte)                                                                                        | Um 1890                                                                                                 | Gemarkung Oberneukirch (Steinigtwolmsdorfer Anteil), baugeschichtlich von Bedeutung, eingeschossig, mit Drempelgeschoss, Naturstein-Fenstergewände | 09288932 |
| Direkt Bild zu diesem Denkmal hochladen | Wohnhaus (Umgebinde) mit Vorlaube | Rupprechtshäuser 1 (Karte)                                                                                     | Anfang 19. Jahrhundert                                                                                  | Gemarkung Niederneukirch, baugeschichtlich und sozialgeschichtlich von Bedeutung, DDR-Liste, eingeschossig, mit Vorlaube und Gaupen, Windfang, Giebel verbrettert, Dach schiefergedeckt | 09288912 |
| Direkt Bild zu diesem Denkmal hochladen | Wohnstallhaus, Stall und Scheune | Rupprechtshäuser 4, 5 (Karte)                                                                                  | Mitte 19. Jahrhundert                                                                                   | Gemarkung Niederneukirch, baugeschichtlich von Bedeutung, teilweise modernisiert, Obergeschoss und Giebel verbrettert, vermutlich Lehmausfachung, Granitgewände, Lehmausfachung an Scheune, laut ALK-Daten besitzen die Seitengebäude des Wohnhauses die Hausnummer 4 | 09288913 |
| Weitere Bilder                          | Wohnhaus eines Bauernhofes, dazu Scheune | Schulstraße 4 (Karte)                                                                                          | 18. Jahrhundert (Bauernhaus); nach 1800 (Scheune)                                                       | Gemarkung Oberneukirch, baugeschichtlich und sozialgeschichtlich von Bedeutung, Obergeschoss verbrettert, Giebel verschiefert, Dach teilweise mit Kunstschiefer | 09288312 |
|                                         | Wohnhaus (Umgebinde) | Schulstraße 5 (Karte)                                                                                          | 18. Jahrhundert                                                                                         | Gemarkung Oberneukirch, baugeschichtlich und sozialgeschichtlich von Bedeutung, Obergeschoss verbrettert, verzierte Ständer | 09288314 |
|                                         | Wohnhaus | Schulstraße 7 (Karte)                                                                                          | 19. Jahrhundert                                                                                         | Gemarkung Oberneukirch, baugeschichtlich von Bedeutung, Dachschiefer, Giebel verschiefert, Erdgeschoss modernisiert, Tür um 1925 | 09288315 |
| Direkt Bild zu diesem Denkmal hochladen | Bauernhaus | Schwedenwinkel 5 (Karte)                                                                                       | Um 1850                                                                                                 | Gemarkung Oberneukirch, baugeschichtlich von Bedeutung, Satteldach mit mittiger Schleppgaupe, rückseitiger Anbau, Giebel verbrettert, Windfang um 1925 | 09288283 |
|                                         | Bauernhaus | Schwedenwinkel 10 (Karte)                                                                                      | Um 1800                                                                                                 | Gemarkung Oberneukirch, baugeschichtlich und sozialgeschichtlich von Bedeutung, mit massivem Erdgeschoss und verbrettertem Obergeschoss, Satteldach, verbretterter Giebel, Fenster mit Sandsteingewänden | 09288281 |
|                                         | Bauernhaus | Schwedenwinkel 13 (Karte)                                                                                      | 1. Hälfte 19. Jahrhundert                                                                               | Gemarkung Oberneukirch, baugeschichtlich und sozialgeschichtlich von Bedeutung, eingeschossig, Satteldach (ursprünglich Frackdach) mit verbrettertem Aufbau, originale Fenstergrößen | 09288280 |
|                                         | Schwedentrunkhaus; Wohnhaus eines Bauernhofes | Schwedenwinkel 15 (Karte)                                                                                      | Wohl 17. Jahrhundert (Kern)                                                                             | Gemarkung Oberneukirch, baugeschichtlich und sozialgeschichtlich von Bedeutung, zweigeschossiges Wohnhaus, Giebel mit Rundbogenfenstern mit Sprossen, Scheune 1920er Jahre | 09288279 |
| Direkt Bild zu diesem Denkmal hochladen | Denkmal für Gefallene des Ersten Weltkrieges, mit Einfriedung | Steinhübelhäuser (Karte)                                                                                       | 1922 | Gemarkung Niederneukirch, ortsgeschichtlich von Bedeutung, Monolith auf Sockel, eingelassene Steintafel, 1922 vom Schießklub „Gut Ziel“ gestiftet | 09288556 |
| Direkt Bild zu diesem Denkmal hochladen | Scheune | Südstraße 15 (Karte)                                                                                           | Bezeichnet mit 1803 (Torbogen); bezeichnet mit 1898 (Scheune)                                           | Gemarkung Niederneukirch, baugeschichtlich von Bedeutung, Granitgewände, Torbogen mit Schlussstein „GLRD 1803“ und originaler Tür, Scheune neu erbaut 1898 (Datierung am Giebel) | 09288791 |
| Weitere Bilder                          | Wohnhaus (Umgebinde) eines Mühlenanwesens (Buschmühle) | Talweg 2 (Karte)                                                                                               | Bezeichnet mit 1827                                                                                     | Gemarkung Oberneukirch, baugeschichtlich und sozialgeschichtlich von Bedeutung, mit Lehmausfachung, Stockwerkbau, originale Tür mit Natursteinrahmen bezeichnet „S/1827/No27“, Krüppelwalmdach, DDR-Liste, alte Grundmauern auf dem Gelände (nicht unter Schutz gestellt) | 09288743 |
|                                         | Auszugshaus | Talweg 4 (Karte)                                                                                               | Um 1860                                                                                                 | Gemarkung Oberneukirch, baugeschichtlich und sozialgeschichtlich von Bedeutung, Obergeschoss und Giebel verschiefert (Ornament), Auszugshaus einst zu Bauernhof Talweg 5 gehörend | 09288742 |
|                                         | Hakenhof mit Wohnhaus und Scheune | Talweg 5 (Karte)                                                                                               | Bezeichnet mit 1853                                                                                     | Gemarkung Oberneukirch, baugeschichtlich und sozialgeschichtlich von Bedeutung, zweigeschossig, Obergeschoss und Giebel ornamentverschiefert | 09288741 |
| Weitere Bilder                          | Knochenstampfe; Wohnhaus und Nebengebäude einer ehemaligen Mühle (Knochenmühle) | Tröbigauer Straße 7 (Karte)                                                                                    | Bezeichnet mit 1862 (Mühle); bezeichnet mit 1870 (Wohnhaus)                                             | Gemarkung Niederneukirch, baugeschichtlich und ortsgeschichtlich von Bedeutung. Granitgewände, vorwiegend Bruchsteinmauerwerk, Türsturz bezeichnet mit „1870“, Mühle bezeichnet mit „18 G 62“, bis um 1930 in Betrieb, liegender Dachstuhl. Wohnhaus: Granitpfeiler, Gewölbe, Wandbild. | 09288874 |
| Direkt Bild zu diesem Denkmal hochladen | Brunnenhaus | Valtentalstraße (Karte)                                                                                        | Bezeichnet mit 1922                                                                                     | Gemarkung Niederneukirch, Zeugnis der historischen Wasserversorgung, technikgeschichtlich von Bedeutung | 09288730 |
|                                         | Valtentalmühle; Fabrikantenvilla, Stall und Produktionsgebäude mit Durchfahrt einer ehemaligen Mühle                                                                                       | Valtentalstraße 2 (Karte)                                                                                      | Um 1880 und um 1900                                                                                     | Gemarkung Niederneukirch, baugeschichtlich und ortsgeschichtlich von Bedeutung, Fachwerk-Giebel, Fledermausgaupe, teilweise neue Fenster, originale Tür, Fensterläden, Ofen- und Herdkessel Karl Mehnert | 09288733 |
| Direkt Bild zu diesem Denkmal hochladen | Altes Bethlehemstift; Wohnhaus (Umgebinde) mit rückwärtigem Anbau, dahinter Wohnhaus (ehemaliges Umgebindehaus)                                                                            | Valtentalstraße 4 (Karte)                                                                                      | 1889 | Gemarkung Niederneukirch, Stift des Provinzialvereins für Innere Mission zu Bautzen für bedürftige Kinder, baugeschichtlich und sozialgeschichtlich von Bedeutung. Umgebindehaus Stockwerkbau, teilweise im Obergeschoss Lehmausfachung, angebautes Zwerchhaus, Dach mit Schiefer gedeckt, Obergeschoss verbrettert über der Blockstube. Anbau mit Blendumgebinde, DDR-Liste. Wohnhaus: Obergeschoss verbrettert, zu einem Dreiseithof gehörend. | 09288732 |
| Direkt Bild zu diesem Denkmal hochladen | Wohnstallhaus | Valtentalstraße 7 (Karte)                                                                                      | Bezeichnet mit 1895                                                                                     | Gemarkung Niederneukirch, baugeschichtlich von Bedeutung, Obergeschoss Schiefer mit Sonnen, bezeichnet mit „1895“ und „A. Schwarzin“ | 09288729 |
|                                         | Waldesfrieden; Villenartiges Wohnhaus und straßenseitige Stützmauer aus Natursteinquadern                                                                                                  | Valtentalstraße 11 (Karte)                                                                                     | Um 1890                                                                                                 | Gemarkung Niederneukirch, baugeschichtliche Bedeutung, zweigeschossig, vielgliedrige Dachlandschaft, profilierte Fensterumrahmungen | 09288360 |
|                                         | Wohnhaus (Umgebinde) | Weifaer Weg 11 (Karte)                                                                                         | Um 1850                                                                                                 | Gemarkung Oberneukirch (Steinigtwolmsdorfer Anteil), baugeschichtlich von Bedeutung, zweigeschossig, Obergeschoss teilweise verbrettert, ein Giebel verschiefert, DDR-Liste | 09288723 |
|                                         | Wohnhaus in offener Bebauung | Weikertgasse 2 (Karte)                                                                                         | 2. Hälfte 19. Jahrhundert                                                                               | Gemarkung Oberneukirch (Steinigtwolmsdorfer Anteil), baugeschichtlich von Bedeutung, Obergeschoss und Giebel verbrettert, Fachwerk zu vermuten, Erdgeschoss teilweise Bruchsteinmauer | 09288836 |
|                                         | Vorlaubenhaus (Fachwerk) | Weikertgasse 3 (Karte)                                                                                         | Mitte 19. Jahrhundert                                                                                   | Gemarkung Oberneukirch (Steinigtwolmsdorfer Anteil), Obergeschoss Fachwerk, baugeschichtlich von Bedeutung, Erdgeschoss modernisiert, Giebel mit Kunstschiefer | 09288835 |
| Weitere Bilder                          | Wohnhaus eines Dreiseithofes | Weikertgasse 5 (Karte)                                                                                         | Mitte 19. Jahrhundert                                                                                   | Gemarkung Oberneukirch (Steinigtwolmsdorfer Anteil), baugeschichtlich von Bedeutung, Granitgewände, zweigeschossig, originale Tür, baugeschichtlich von Bedeutung | 09288837 |
|                                         | Wohnstallhaus eines Hakenhofes | Weststraße 8 (Karte)                                                                                           | Um 1830/1840                                                                                            | Gemarkung Niederneukirch, baugeschichtlich von Bedeutung, zweigeschossig, Bruchsteinmauerwerk, Granitgewände | 09288939 |
| Direkt Bild zu diesem Denkmal hochladen | Wohnstallhaus (Umgebinde) und Nebengebäude eines Hakenhofes | Weststraße 11 (Karte)                                                                                          | Bezeichnet mit 1831                                                                                     | Gemarkung Niederneukirch, baugeschichtlich und sozialgeschichtlich von Bedeutung. Wohnstallhaus Obergeschoss teils Sichtfachwerk, teils mit Verschieferung. Granittürstock mit Initialen, im Stall noch Kreuzgratgewölbe mit Gurtbändern auf Granitsäulen. Text zur Erfassung 1993: DDR-Liste, Obergeschoss Fachwerk, Granitgewände, Türbogen „No. JGL 182, 1831“, neuere Fenster, ehemaliger Fränkischer Torbogen (soll wieder neu gebaut werden). Bis 1996 stand nur Umgebindehaus unter Schutz (ausgewiesen unter Weststraße, ohne Hausnummerangabe). | 09289078 |
|                                         | Bauernhaus (ohne rückseitigen Anbau) | Wiesenstraße 1 (Karte)                                                                                         | Um 1850                                                                                                 | Gemarkung Niederneukirch, baugeschichtlich von Bedeutung, Obergeschoss und Giebel verbrettert, originale Tür mit Granitgewände mit Korbbogen | 09288926 |
| Weitere Bilder                          | Knochenmühle (auch Knochenstampfe): Wohnstallhaus, Mühle und Mühlentechnik | Wiesenstraße 10 (Karte)                                                                                        | Mitte 19. Jahrhundert                                                                                   | Gemarkung Niederneukirch, baugeschichtlich und technikgeschichtlich von Bedeutung. Obergeschoss und Giebel verbrettert, Granitgewände, Knochenmühle auf DDR-Liste. An Technik noch vorhanden: Hauptantrieb der Knochenstampfe (diese gebaut 1913 von der Fa. Berthold, Neukirch), Stampfwerk, Schalttafel aus den 1920er Jahren (Dauerbetrieb hobbymäßig Stromherstellung). | 09288924 |
|                                         | Umgebinde-Wohnhaus eines ehemaligen Hakenhofes (Obergeschoss Fachwerk) | Wiesenstraße 12 (Karte)                                                                                        | Anfang 19. Jahrhundert                                                                                  | Gemarkung Niederneukirch, Obergeschoss Fachwerk, ortsbildprägend und baugeschichtlich von Bedeutung. Ursprünglich stand auch noch Scheune unter Schutz (zweigeschossiger, holzverbretterter Baukörper), ist aber schon ziemlich eingefallen, kein Denkmalstatus mehr! Umgebindehaus leer stehend, Giebel verschiefert, Satteldach-Obergeschoss fachwerksichtig, Erdgeschoss Bruchsteinmauerwerk verputzt, Ständer der Blockstube verziert, Granittürstock, Umgebindeteil teilunterkellert, Stallteil mit Kreuzgewölben, schöne Granitplatten (als Bodenbelag) vor dem Haus. | 09288906 |
|                                         | Wohnhaus (Umgebinde) und Scheune | Wiesenstraße 16 (Karte)                                                                                        | Bezeichnet mit 1692                                                                                     | Gemarkung Niederneukirch, baugeschichtlich von Bedeutung, Obergeschoss teilweise verschiefert, Sichtfachwerk, verzierte Fensterrahmungen, DDR-Liste | 09288905 |
|                                         | Wohnhaus (Umgebinde) | Wiesenstraße 20 (Karte)                                                                                        | Anfang 19. Jahrhundert                                                                                  | Gemarkung Niederneukirch, baugeschichtlich und sozialgeschichtlich von Bedeutung, DDR-Liste, Obergeschoss und Giebel verschiefert | 09288903 |
|                                         | Wohnstallhaus | Wiesenstraße 41, 43 (Karte)                                                                                    | Um 1850                                                                                                 | Gemarkung Niederneukirch, baugeschichtlich von Bedeutung, Obergeschoss und Giebel verschiefert, Gebäude wurde bis 2007 irrtümlich unter Wiesenstraße 13 in der Denkmalliste geführt, heute besitzt es laut ALK-Daten zwei Hausnummern | 09288904 |
|                                         | Wohnhaus mit späterem Ladeneinbau | Wilthener Straße 1 (Karte)                                                                                     | Um 1850                                                                                                 | Gemarkung Oberneukirch, baugeschichtlich von Bedeutung, Obergeschoss und Giebel verschiefert, Krüppelwalmdach | 09288810 |
|                                         | Wohnhaus in offener Bebauung mit Einfriedung und Stützmauer | Wilthener Straße 5 (Karte)                                                                                     | 2. Hälfte 19. Jahrhundert                                                                               | Gemarkung Oberneukirch, hoher Authentizitätsgrad, Dokument der historischen Hauslandschaft des Ortes, baugeschichtlich von Bedeutung. Objekt ist denkmalgerecht saniert, alle Rundbogenfenster mit Radfenstersprossung im Giebel erhalten, breitgelagerter Baukörper mit traufseitig acht Achsen, Proportionen und Gestaltungsmerkmale (grober Putz, glatte Putzstreifen, dekorierender Fries unter Traufgesims) sowie Stützmauer gegen die Straße und Holzlattenzaun mit Granitpfeilern, mittiger Treppenaufgang und Vorgarten erhalten, Objekt war in alter Denkmalliste von 1995 enthalten. | 08967650 |
|                                         | Wohnhaus im Landhausstil | Wilthener Straße 15 (Karte)                                                                                    | Bezeichnet mit 1875, um 1900                                                                            | Gemarkung Oberneukirch, baugeschichtlich von Bedeutung, Türsturz älter „18?S75“ | 09288822 |
|                                         | Vorlaubenhaus | Wilthener Straße 24 (Karte)                                                                                    | Um 1820                                                                                                 | Gemarkung Oberneukirch, baugeschichtlich von Bedeutung, eingeschossig, Laube und Giebel verschiefert | 09288858 |
|                                         | Wohnhaus mit angebautem Stall | Wilthener Straße 29 (Karte)                                                                                    | 2. Hälfte 19. Jahrhundert                                                                               | Gemarkung Oberneukirch, baugeschichtlich von Bedeutung, Obergeschoss und Giebel verschiefert (Ornament) | 09288774 |
|                                         | Wohnhaus und Nebengebäude | Wilthener Straße 30 (Karte)                                                                                    | Um 1800                                                                                                 | Gemarkung Oberneukirch, baugeschichtlich und sozialgeschichtlich von Bedeutung, Wohnhaus mit Krüppelwalmdach, große Hechtgaupe, Obergeschoss Ornamentschiefer, Nebengebäude mit Scheunentor, große Hechtgaupe, teilweise verschiefert, Lehmfachwerk, Gebäude standen bis 2001 irrtümlich unter „Wilthener Straße 36“ in der Denkmalliste | 09288857 |
|                                         | Wohnhaus in halboffener Bebauung in Ecklage | Wilthener Straße 33 (Karte)                                                                                    | 1. Hälfte 19. Jahrhundert                                                                               | Gemarkung Oberneukirch (Steinigtwolmsdorfer Anteil), baugeschichtlich von Bedeutung, Obergeschoss und Giebel verschiefert (Ornament), Tür neu, Plastikfenster | 09288773 |
|                                         | Gasthaus „Zur grünen Linde“ mit Ladeneinbau | Wilthener Straße 36 (Karte)                                                                                    | 2. Hälfte 19. Jahrhundert                                                                               | Gemarkung Oberneukirch, baugeschichtlich und ortsgeschichtlich von Bedeutung, Obergeschoss und Giebel verschiefert, neue Fenster, Laden: originale Schaufensterrahmung und Wand- und Bodenfliesen (um 1890) in der Fleischerei | 09288775 |
|                                         | Vorlaubenhaus | Wilthener Straße 39 (Karte)                                                                                    | Bezeichnet mit 1882, Kern vermutlich älter                                                              | Gemarkung Oberneukirch (Steinigtwolmsdorfer Anteil), baugeschichtlich von Bedeutung, Giebel verschiefert (Ornament) mit Schieferplatte „G. Sauer. 1882.“, Obergeschoss Fachwerk verputzt, Erdgeschoss modernisiert | 09288772 |
|                                         | Obermühle; Wohnmühlenhaus | Wilthener Straße 43 (Karte)                                                                                    | 1922 | Gemarkung Oberneukirch (Steinigtwolmsdorfer Anteil), baugeschichtlich von Bedeutung, Mansarddach mit ornamentierter Verschieferung „19AR22“, Dachgaupen | 09288769 |
|                                         | Wohnhaus in offener Bebauung | Wilthener Straße 46 (Karte)                                                                                    | 4. Viertel 19. Jahrhundert                                                                              | Gemarkung Oberneukirch (Steinigtwolmsdorfer Anteil), baugeschichtlich von Bedeutung, Obergeschoss verbrettert, Giebel verschiefert (Ornament) | 09288856 |
|                                         | Wohnstallhaus | Wilthener Straße 48 (Karte)                                                                                    | Bezeichnet mit 1827                                                                                     | Gemarkung Oberneukirch (Steinigtwolmsdorfer Anteil), baugeschichtlich von Bedeutung, Obergeschoss verschiefert (Ornament), Naturstein-Türgewände bezeichnet mit „W“ und „1827“ | 09288771 |
|                                         | Wohnhaus in offener Bebauung, mit Windfang und Stützmauer mit Tür | Wilthener Straße 49 (Karte)                                                                                    | Ende 18. Jahrhundert                                                                                    | Gemarkung Oberneukirch (Steinigtwolmsdorfer Anteil), baugeschichtlich und sozialgeschichtlich von Bedeutung, Krüppelwalmdach, Obergeschoss und Giebel verbrettert | 09288828 |
|                                         | Wohnstallhaus | Wilthener Straße 51 (Karte)                                                                                    | 1. Viertel 19. Jahrhundert                                                                              | Gemarkung Oberneukirch (Steinigtwolmsdorfer Anteil), baugeschichtlich und sozialgeschichtlich von Bedeutung, Obergeschoss verbrettert, Giebel verschiefert, Lehmfachwerk, Gebäude stand bis 2001 irrtümlich unter „Oststraße 51“ in der Denkmalliste | 09288826 |
|                                         | Wohnhaus in offener Bebauung | Wilthener Straße 52 (Karte)                                                                                    | 1. Hälfte 19. Jahrhundert                                                                               | Gemarkung Oberneukirch (Steinigtwolmsdorfer Anteil), baugeschichtlich und sozialgeschichtlich von Bedeutung, Natursteingewände | 09288824 |
|                                         | Schullandheim; Schulgebäude mit Einfriedung | Wilthener Straße 55 (Karte)                                                                                    | Bezeichnet mit 1888                                                                                     | Gemarkung Oberneukirch (Steinigtwolmsdorfer Anteil), ortsgeschichtlich und sozialgeschichtlich von Bedeutung, Tafel „Kinder sind eine Gabe des Herrn.PS.127.3.“, Schild „Schullandheim Johann Gottlieb Fichte“, Platte „1888“, Stockgesims, Uhr, Eisenzaun, dreigeschossig | 09288756 |
|                                         | Wohnhaus mit Ladeneinbau in offener Bebauung | Wilthener Straße 56 (Karte)                                                                                    | Um 1800                                                                                                 | Gemarkung Oberneukirch (Steinigtwolmsdorfer Anteil), baugeschichtlich und sozialgeschichtlich von Bedeutung, Obergeschoss und Giebel verbrettert, Lehmfachwerk, Krüppelwalmdach | 09288830 |
|                                         | Wohnstallhaus | Wilthener Straße 57 (Karte)                                                                                    | Um 1830                                                                                                 | Gemarkung Oberneukirch (Steinigtwolmsdorfer Anteil), baugeschichtlich und sozialgeschichtlich von Bedeutung, Obergeschoss Fachwerk, mit Kunstschiefer, Giebel verbrettert, Türsturz „C.G.T.“ | 09288758 |
|                                         | Wohnhaus eines Bauernhofes | Wilthener Straße 60 (Karte)                                                                                    | 1. Hälfte 19. Jahrhundert                                                                               | Gemarkung Oberneukirch (Steinigtwolmsdorfer Anteil), baugeschichtlich und sozialgeschichtlich von Bedeutung, Frackdach, Giebel verschiefert, Scheune abgebrochen | 09288829 |
|                                         | Wohnhaus in offener Bebauung | Wilthener Straße 62 (Karte)                                                                                    | 1. Hälfte 19. Jahrhundert                                                                               | Gemarkung Oberneukirch (Steinigtwolmsdorfer Anteil), baugeschichtlich und sozialgeschichtlich von Bedeutung, wahrscheinlich Fachwerk im Obergeschoss unter Schiefer mit Ornament, Erdgeschoss teilweise modernisiert | 09288757 |
|                                         | Wohnhaus in offener Bebauung | Wilthener Straße 64 (Karte)                                                                                    | 3. Drittel 19. Jahrhundert                                                                              | Gemarkung Oberneukirch (Steinigtwolmsdorfer Anteil), baugeschichtlich von Bedeutung, Fachwerk im Obergeschoss zu vermuten, Obergeschoss und Giebel verschiefert | 09288759 |
| Direkt Bild zu diesem Denkmal hochladen | Wohnhaus (Umgebinde) | Wilthener Straße 67 (Karte)                                                                                    | 2. Hälfte 19. Jahrhundert                                                                               | Gemarkung Oberneukirch (Steinigtwolmsdorfer Anteil), baugeschichtlich von Bedeutung, Obergeschoss verbrettert, DDR-Liste | 09288764 |
|                                         | Peter-Heim; Großes Wohnhaus | Wilthener Straße 71 (Karte)                                                                                    | 2. Hälfte 19. Jahrhundert                                                                               | Gemarkung Oberneukirch (Steinigtwolmsdorfer Anteil), baugeschichtlich von Bedeutung, Obergeschoss und Giebel verschiefert | 09288765 |
| Direkt Bild zu diesem Denkmal hochladen | Wohnstallhaus | Wilthener Straße 75a (Karte)                                                                                   | 2. Hälfte 19. Jahrhundert                                                                               | Gemarkung Oberneukirch (Steinigtwolmsdorfer Anteil), baugeschichtlich von Bedeutung, Obergeschoss und Giebel verschiefert (Ornament), profilierte Naturstein-Eckständer, profilierte Fensterrahmungen, laut ALK-Daten besitzt Gebäude die Hausnummer 75a, ehemals Nummer 75 | 09288766 |
| Direkt Bild zu diesem Denkmal hochladen | Wohnstallhaus | Wilthener Straße 90 (Karte)                                                                                    | 2. Hälfte 19. Jahrhundert                                                                               | Gemarkung Oberneukirch (Steinigtwolmsdorfer Anteil), baugeschichtlich von Bedeutung, Obergeschoss verschiefert, Scheunentor | 09288767 |
|                                         | Dreiseithof mit ehemaligem Umgebindehaus, Wohnhaus und Scheune | Ziegelweg 1 (Karte)                                                                                            | 19. Jahrhundert                                                                                         | Gemarkung Niederneukirch, baugeschichtlich und sozialgeschichtlich von Bedeutung, Obergeschoss Fachwerk, verschiefert, verputzt | 09288695 |
|                                         | Wohn- und Geschäftshaus in Ecklage und in offener Bebauung | Zittauer Straße 2 (Karte)                                                                                      | Um 1900                                                                                                 | Gemarkung Oberneukirch, baugeschichtlich von Bedeutung, dreigeschossig, Blendgiebel, abgeschrägte Ecke | 09288704 |
|                                         | Wohnhaus (Umgebinde) | Zittauer Straße 3 (Karte)                                                                                      | Um 1800                                                                                                 | Gemarkung Oberneukirch, baugeschichtlich und sozialgeschichtlich von Bedeutung, Obergeschoss und Umgebinde verschiefert, DDR-Liste | 09288712 |
|                                         | Villa (ohne rückwärtigen Anbau) | Zittauer Straße 4 (Karte)                                                                                      | Um 1895                                                                                                 | Gemarkung Oberneukirch, baugeschichtlich und künstlerisch von Bedeutung, zwei Balkone mit schmiedeeisernen Gittern, profilierte Fensterrahmungen, originale Tür | 09288713 |
|                                         | Wohnhaus (Umgebinde) und Nebengebäude | Zittauer Straße 8 (Karte)                                                                                      | Um 1800                                                                                                 | Gemarkung Oberneukirch, baugeschichtlich und sozialgeschichtlich von Bedeutung, Stockwerkbau, Fachwerk im Obergeschoss, DDR-Liste | 09288711 |
|                                         | Villa mit Einfriedung | Zittauer Straße 9 (Karte)                                                                                      | Um 1903                                                                                                 | Gemarkung Oberneukirch, baugeschichtlich und künstlerisch von Bedeutung, mit Turmvorbau, vielgliedrige Dachlandschaft, originale Tür und Fenster, Granitsäulen und Eisenzaun (Jugendstil) | 09288710 |
|                                         | Wohnhaus (mit Ladeneinbau) in offener Bebauung, mit Einfriedung | Zittauer Straße 11 (Karte)                                                                                     | 2. Hälfte 19. Jahrhundert                                                                               | Gemarkung Oberneukirch, baugeschichtlich von Bedeutung, zweigeschossig, Zierputz, Schieferdach, Rundbogenfries am Traufgesims, Eisenzaun, originale Tür | 09288709 |
|                                         | Wohn- und Geschäftshaus in offener Bebauung | Zittauer Straße 14 (Karte)                                                                                     | Um 1915                                                                                                 | Gemarkung Oberneukirch, baugeschichtlich von Bedeutung, zweigeschossig, Balkonvorbau teilweise mit Farbglas, dekorative vielgliedrige Dachlandschaft | 09288708 |
|                                         | Villa mit Anbau (ohne Fabrikanbau) | Zittauer Straße 15 (Karte)                                                                                     | Bezeichnet mit 1911                                                                                     | Gemarkung Oberneukirch, ohne Fabrikanbau, polygonales Ecktürmchen, baugeschichtlich von Bedeutung, Windfang, Dachgeschoss verschiefert, Granitsteinsockel, „AD1911“, originale Türen und Fenster | 09288707 |
|                                         | Villa mit Einfriedung und Scheune | Zittauer Straße 19 (Karte)                                                                                     | 4. Viertel 19. Jahrhundert                                                                              | Gemarkung Oberneukirch, baugeschichtlich von Bedeutung, Mansardwalmdach, dekorativer Putz, Konsolenfries, Eisenzaun zwischen Granitsäulen, zweigeschossig | 09288706 |
|                                         | Mietvilla | Zittauer Straße 20 (Karte)                                                                                     | Um 1890                                                                                                 | Gemarkung Oberneukirch, baugeschichtlich von Bedeutung, zweigeschossig, Stockgesims, Zwerchgiebel | 09288747 |
|                                         | Porzellan-Glas-Steingut. Paul Hultsch Oberneukirch (ehemals); Sachsen-Zweirad GmbH BIRIA-BIKES (heute); Fabrikgebäude mit Wohnteil (Nr. 21) und gegenüber liegendes Nebengebäude (Nr. 21a) | Zittauer Straße 21, 21a (Karte)                                                                                | Um 1900                                                                                                 | Gemarkung Oberneukirch, Fabrikgebäude ursprünglich mit Verwaltungsräumen im Obergeschoss und Nebengebäude mit Remise im Erdgeschoss, Putzbauten mit Gurt- und Traufgesims sowie Mansarddächern, baugeschichtlich von Bedeutung, Gebäude-Werbeschriftzug „Porzellan-Glas-Steingut. Paul Hultsch Oberneukirch“, (heute Fahrrad-Markt), zwei Gaupen, zweigeschossig, Nebengebäude mit drei großen Holztoren (Remise), Verbinderbau zwischen Fabrikgebäude und gegenüberliegendem Nebengebäude kein Denkmal | 09288748 |
|                                         | Wohnhaus in offener Bebauung | Zittauer Straße 22 (Karte)                                                                                     | 1. Hälfte 19. Jahrhundert                                                                               | Gemarkung Oberneukirch, baugeschichtlich von Bedeutung, mit Balkon mit Eisengitter, neue Fenster | 09288746 |
|                                         | Fabrikgebäude | Zittauer Straße 23 (Karte)                                                                                     | Bezeichnet mit 1904                                                                                     | Gemarkung Oberneukirch, Vordergebäude, baugeschichtlich und technikgeschichtlich von Bedeutung, zwei Türgewände aus Granit mit „H“ und „1904“, Stockgesims, zweigeschossig, ausgebautes Mansardgeschoss, Mansardgiebeldach | 09288745 |
| Direkt Bild zu diesem Denkmal hochladen | Wohnhaus in offener Bebauung und Nebengebäude | Zittauer Straße 37 (Karte)                                                                                     | 1. Hälfte 19. Jahrhundert                                                                               | Gemarkung Oberneukirch, baugeschichtlich von Bedeutung, Walmdach mit Fledermausgaupen | 09288744 |
|                                         | Wohnhaus (Umgebinde) | Zittauer Straße 39a (Karte)                                                                                    | Um 1850                                                                                                 | Gemarkung Oberneukirch, baugeschichtlich von Bedeutung, Obergeschoss und Giebel verbrettert, neue Haustür, DDR-Liste | 09288740 |

## Ehemalige Denkmäler
| Bild                                    | Bezeichnung                                                            | Lage                                | Datierung                                                  | Beschreibung | ID       |
| --------------------------------------- | ---------------------------------------------------------------------- | ----------------------------------- | ---------------------------------------------------------- | --- | -------- |
| Direkt Bild zu diesem Denkmal hochladen | Vorlaubenhaus                                                          | Alte Straße 32 (Karte)              | Um 1800                                                    | Gemarkung Niederneukirch, Relikt der älteren Bauweise, baugeschichtlich von Bedeutung, Windfang, Giebel verbrettert; zwischen 2017 und 2019 abgebrochen | 09288868 |
| Direkt Bild zu diesem Denkmal hochladen | Wohnhaus (als rechtwinkliger Anbau an massives Wohnhaus)               | An der Wehrbrücke 1 (Karte)         | Um 1850                                                    | Gemarkung Niederneukirch, kleines schlichtes Fachwerk-Wohnhaus, Obergeschoss verbrettert, baugeschichtlicher Wert, Abbruchgenehmigung vom 12. Juli 2012 | 09303903 |
|                                         | Wohnhaus (Umgebinde)                                                   | An der Wehrbrücke 3 (Karte)         | Um 1800                                                    | Gemarkung Niederneukirch, baugeschichtlich von Bedeutung, Obergeschoss und Giebel verbrettert, Knaggen, DDR-Liste. Zwischen 2017 und 2024 aus der Denkmalliste gestrichen. | 09288700 |
|                                         | Wohnhaus in offener Bebauung, mit Nebengebäude                         | An der Wehrbrücke 13 (Karte)        | 19. Jahrhundert (Wohnhaus); 18. Jahrhundert (Nebengebäude) | Gemarkung Niederneukirch, baugeschichtlich von Bedeutung; nach 2014 von der Denkmalliste gestrichen | 09288687 |
| Direkt Bild zu diesem Denkmal hochladen | Wohnhaus (Umgebinde)                                                   | Alte Straße 15 (Karte)              | 1. Viertel 19. Jahrhundert                                 | Gemarkung Niederneukirch, baugeschichtlich von Bedeutung; zwischen 2000 und 2008 abgerissen | 09288795 |
|                                         | Wohnhaus über stumpfwinkligem Grundriss in Ecklage                     | Am Lehrlingsheim 1 (Karte)          | 2. Hälfte 18. Jahrhundert                                  | Gemarkung Oberneukirch, baugeschichtlich von Bedeutung; nach 2014 von der Denkmalliste gestrichen | 09288325 |
| Direkt Bild zu diesem Denkmal hochladen | Scheune                                                                | Am Lehrlingsheim 9 (Karte)          | Vor 1800                                                   | Gemarkung Oberneukirch, Teil der alten Ortsstruktur; nach 2014 von der Denkmalliste gestrichen | 09288355 |
| Direkt Bild zu diesem Denkmal hochladen | Wohnhaus in offener Bebauung, mit Scheunentoreinbau                    | Am Schossigstift 2 (Karte)          | Um 1800                                                    | Gemarkung Oberneukirch, baugeschichtlich von Bedeutung; ca. 2008 abgerissen. Schieferdach, originale Tür, Natursteingewände, Lehmfachwerk, im Giebel Bezeichnung 1897, Abbruchgenehmigung DSA 3/1995 u. C. Wendt 7/1995. | 09288853 |
| Direkt Bild zu diesem Denkmal hochladen | Wohnhaus in offener Bebauung                                           | Bruno-Stiebitz-Straße 6 (Karte)     | 2. Hälfte 18. Jahrhundert                                  | Gemarkung Oberneukirch, städtebaulich von Bedeutung; zwischen 2014 und 2016 abgerissen. Schieferdach, Giebel verbrettert, Abbruchantrag vom 2. Januar 2014. | 09288324 |
| Direkt Bild zu diesem Denkmal hochladen | Wohnhaus in offener Bebauung                                           | Bruno-Stiebitz-Straße 18 (Karte)    | Um 1800                                                    | Gemarkung Oberneukirch, baugeschichtlich von Bedeutung; abgerissen. Giebel und Obergeschoss verschiefert (Ornament), Schieferdach, Obergeschoss alte Fenster, Tür mit Glas um 1920. | 09288310 |
| Direkt Bild zu diesem Denkmal hochladen | Wohnhaus in offener Bebauung                                           | Bruno-Stiebitz-Straße 20 (Karte)    | 19. Jahrhundert                                            | Gemarkung Oberneukirch, baugeschichtlich von Bedeutung; nach 2014 von der Denkmalliste gestrichen | 09288309 |
|                                         | Villa mit Anbau                                                        | Bruno-Stiebitz-Straße 36 (Karte)    | Um 1900                                                    | Gemarkung Oberneukirch, baugeschichtlich von Bedeutung, zweigeschossig, neue Fenster, originale Tür, Eckrustika. Zwischen 2017 und 2024 aus der Denkmalliste gestrichen. | 09288812 |
| Direkt Bild zu diesem Denkmal hochladen | Landhaus Schweizerrose; Wohnhaus (Umgebinde) im Landhausstil           | Dammweg 2 (Karte)                   | 1. Viertel 19. Jahrhundert                                 | Gemarkung Niederneukirch, baugeschichtlich und sozialgeschichtlich von Bedeutung; im April 2018 wegen Einsturzgefahr abgerissen. Singulär im Ortsbild, große Veranda, Farbglasfenster, Inschrift: „Fester Schritt und frischer Mut/ Vereint im Vorwärtsstreben/ Verschafft dem Menschen Hab und Gut/ Hat mir auch mein lieb Heim gegeben“. | 09288800 |
| Direkt Bild zu diesem Denkmal hochladen | Wohnhaus in offener Bebauung                                           | Dammweg 4 (Karte)                   | 1. Hälfte 19. Jahrhundert                                  | Gemarkung Niederneukirch, baugeschichtlich von Bedeutung; nach 2014 von der Denkmalliste gestrichen | 09288799 |
| Direkt Bild zu diesem Denkmal hochladen | Wohnstallhaus mit großer Vorlaube                                      | Dorfweg 17 (Karte)                  | 1. Hälfte 19. Jahrhundert                                  | Gemarkung Niederneukirch, baugeschichtlich und sozialgeschichtlich von Bedeutung; nach 2014 von der Denkmalliste gestrichen | 09288863 |
|                                         | Wohnhaus (Umgebinde)                                                   | Dorfweg 31 (Karte)                  | Um 1800                                                    | Gemarkung Niederneukirch, bau- und sozialgeschichtlich von Bedeutung, eingeschossig, DDR-Liste, Dachpappeschindeln. Zwischen 2017 und 2024 aus der Denkmalliste gestrichen. | 09288923 |
| Direkt Bild zu diesem Denkmal hochladen | Vorlaubenhaus                                                          | Dorfweg 43 (Karte)                  | Um 1800                                                    | Gemarkung Niederneukirch, baugeschichtlich und sozialgeschichtlich von Bedeutung, abgerissen | 09288916 |
| Direkt Bild zu diesem Denkmal hochladen | Wohnhaus in offener Bebauung                                           | Dresdner Straße 45 (Karte)          | 2. Hälfte 19. Jahrhundert                                  | Gemarkung Niederneukirch, baugeschichtlich von Bedeutung; nach 2014 von der Denkmalliste gestrichen | 09288911 |
| Weitere Bilder                          | Gasthof zum Erbgericht mit Tanzsaal                                    | Erbgerichtsstraße 10 (Karte)        | Bezeichnet mit 1845                                        | Gemarkung Oberneukirch (Steinigtwolmsdorfer Anteil), ortsgeschichtlich und sozialgeschichtlich von Bedeutung, Türsturz „18C.G.L.45“, Krüppelwalmdach mit Hechtgaupen, neue Tür, Stockgesims, ehemaliger Gasthof, Umgestaltung zum Wohnhaus vorgesehen, im Erdgeschoss teilweise Gewölbe. Zwischen 2018 und 2022 von der Denkmalliste gestrichen. | 09288754 |
|                                         | Wohnhaus in offener Bebauung                                           | Ernst-Thälmann-Straße 6 (Karte)     | Um 1900                                                    | Gemarkung Oberneukirch, baugeschichtlich von Bedeutung, zweigeschossig, Gaupen und Voluten, Glatt- und Rauputz, Granitbruchsteinsockel. Zwischen 2017 und 2024 aus der Denkmalliste gestrichen. | 09288332 |
| Direkt Bild zu diesem Denkmal hochladen | Scheune                                                                | Feldweg 6 (Karte)                   | Um 1850                                                    | Gemarkung Niederneukirch, baugeschichtlich und sozialgeschichtlich von Bedeutung; abgerissen | 09288883 |
| Weitere Bilder                          | Sanatorium Valtenthal                                                  | Georgenbadstraße 21, 23, 25 (Karte) | Bezeichnet mit 1908                                        | Gemarkung Niederneukirch, ortsgeschichtliche Bedeutung. Villen mit Mittelrisalit mit Zwerchhaus, ursprünglich Balkone, ursprünglich weiter Dachüberstand. Gedenkstein mit Inschrift: „Elisabeth-Stiftung. 1908“. Drei Villenbauten (Nummer 21: Haus C, Nummer 23: Haus B, Nummer 25: Haus A) als Denkmale 15. Oktober 2009 gestrichen wegen erheblicher Umbauten, die mit Substanzverlust verbunden waren.                                                                                           | 09288942 |
|                                         | Wohnstallhaus                                                          | Gickelsberg 5 (Karte)               | 1. Hälfte 19. Jahrhundert                                  | Gemarkung Oberneukirch, baugeschichtlich und sozialgeschichtlich von Bedeutung, Obergeschoss verbrettert, Erdgeschoss modernisiert, stand bis 2007 unter Gickelsberg 5a in der Denkmalliste. Zwischen 2017 und 2024 aus der Denkmalliste gestrichen. | 09288739 |
| Direkt Bild zu diesem Denkmal hochladen | Bushaltestellenhäuschen                                                | Hauptstraße 12 (gegenüber)          | Bezeichnet mit 1960                                        | Gemarkung Oberneukirch, verkehrshistorisch von Bedeutung; nach 2014 von der Denkmalliste gestrichen, möglicherweise abgerissen | 09288661 |
|                                         | Wohnhaus (ehemals Umgebindehaus) eines Dreiseithofes                   | Hauptstraße 34 (Karte)              | Bezeichnet mit 1845                                        | Gemarkung Oberneukirch, baugeschichtlich von Bedeutung, Obergeschoss mit Kunstschiefer, Sandsteintüreinfassung, Bogen bezeichnet mit „18.C.G.H.45“. Zwischen 2017 und 2024 aus der Denkmalliste gestrichen. | 09288293 |
| Weitere Bilder                          | Wohnhaus in offener Bebauung, mit Ladeneinbau                          | Hauptstraße 48 (Karte)              | Um 1860                                                    | Gemarkung Oberneukirch, baugeschichtlich von Bedeutung, zweigeschossig, Stockgesims, modernisiert. Zwischen 2017 und 2024 aus der Denkmalliste gestrichen. | 09288928 |
| Direkt Bild zu diesem Denkmal hochladen | Gasthof „Am Kirchberg“                                                 | Hauptstraße 55 (Karte)              | Um 1880                                                    | Gemarkung Oberneukirch, baugeschichtlich und ortsgeschichtlich von Bedeutung; nach 2014 von der Denkmalliste gestrichen | 09288777 |
| Direkt Bild zu diesem Denkmal hochladen | Wohnhaus in offener Bebauung, mit Anbau                                | Hauptstraße 60 (Karte)              | 18. Jahrhundert                                            | Gemarkung Oberneukirch, baugeschichtlich und sozialgeschichtlich von Bedeutung; nach 2014 von der Denkmalliste gestrichen | 09288323 |
| Weitere Bilder                          | Sachgesamtheit Oberes Rittergut Neukirch                               | Hauptstraße 62, 62a, 62e (Karte)    | 17./18. Jahrhundert                                        | Gemarkung Oberneukirch, Sachgesamtheit Oberes Rittergut Neukirch mit folgenden Einzeldenkmalen: ehemaliges Gutsverwalterhaus, Torbogen, Scheune, Wirtschaftsgebäude mit angebautem Torhaus, ein weiteres Wohn- und Wirtschaftsgebäude sowie kleine Brücke in der Wegachse östlich des Rittergutes (siehe Obj. 09288290); baugeschichtlich und ortsgeschichtlich von Bedeutung. Der nordwestliche Gebäudekomplex besteht aus Neubauten auf altem Grundriss abgerissener ehemaliger Rittergutsgebäude. | 09300876 |
| Direkt Bild zu diesem Denkmal hochladen | Wohnhaus in offener Bebauung                                           | Hauptstraße 106 (Karte)             | 1. Hälfte 19. Jahrhundert                                  | Gemarkung Niederneukirch, bau- und sozialgeschichtlich von Bedeutung. Zwischen 2017 und 2024 aus der Denkmalliste gestrichen. | 09288672 |
|                                         | Auszugshaus mit altem Ladeneinbau                                      | Hauptstraße 141b (Karte)            | Um 1900                                                    | Gemarkung Niederneukirch, baugeschichtlich von Bedeutung; nach 2014 von der Denkmalliste gestrichen | 09288670 |
| Direkt Bild zu diesem Denkmal hochladen | Jugendherberge (Valtenberghaus)                                        | Karl-Berger-Straße 16a (Karte)      | 1924/1927                                                  | Gemarkung Oberneukirch, ortsgeschichtlich von Bedeutung, zweigeschossig, Krüppelwalmdach mit großer Hechtgaupe, Hanglage, DDR-Liste, von Arbeitersportlern erbaut, Modell im Foyer ausgestellt, im Speisesaal Rundbogenfenster mit farbigem Glas (Innen), laut ALK-Daten besitzt Gebäude die Hausnummer 16a, ehemals Nummer 16. Zwischen 2017 und 2024 aus der Denkmalliste gestrichen. | 09288935 |
| Direkt Bild zu diesem Denkmal hochladen | Bauernhaus                                                             | Karl-Weickert-Straße 9 (Karte)      | Um 1800                                                    | Gemarkung Oberneukirch, bau- und sozialgeschichtlich von Bedeutung, Obergeschoss und Giebel verschiefert. Zwischen 2019 und 2024 abgerissen. | 09288307 |
| Direkt Bild zu diesem Denkmal hochladen | Fabrikantenvilla mit Resten des Parks und Torsäulen                    | Leibinger Straße 15 (Karte)         | Um 1900                                                    | Gemarkung Oberneukirch, baugeschichtlich und künstlerisch von Bedeutung; zwischen 2011 und 2014 wegen einer Fabrikerweiterung abgerissen | 09288725 |
| Direkt Bild zu diesem Denkmal hochladen | Wohnhaus mit Gartenveranda                                             | Leibinger Straße 28 (Karte)         | Um 1800                                                    | Gemarkung Oberneukirch, baugeschichtlich von Bedeutung; nach 2014 von der Denkmalliste gestrichen | 09288750 |
| Direkt Bild zu diesem Denkmal hochladen | Wohnstallhaus und Scheune eines Zweiseithofes                          | Lindenweg 8 (Karte)                 | Um 1860 (Bauernhaus); Mitte 19. Jahrhundert (Scheune)      | Gemarkung Oberneukirch, baugeschichtlich von Bedeutung; nach 2014 von der Denkmalliste gestrichen | 09288850 |
|                                         | Wohnhaus (vermutlich ehemaliges Umgebindehaus)                         | Mühlgutstraße 5 (Karte)             | Um 1800                                                    | Gemarkung Oberneukirch, baugeschichtlich von Bedeutung, eingeschossig, große Schleppgaupe, Giebel verschiefert. Zwischen 2018 und 2022 von der Denkmalliste gestrichen. | 09288714 |
| Direkt Bild zu diesem Denkmal hochladen | Vorlaubenhaus und Nebengebäude                                         | Mühlgutstraße 13 (Karte)            | vor 1800                                                   | Gemarkung Oberneukirch, baugeschichtlich und sozialgeschichtlich von Bedeutung; zwischen 2014 und 2016 abgerissen. Obergeschoss und Giebel verschiefert, Nebengebäude mit Fachwerk. | 09288717 |
| Direkt Bild zu diesem Denkmal hochladen | Wohnstallhaus                                                          | Quergasse 2 (Karte)                 | 2. Hälfte 19. Jahrhundert, bezeichnet mit 1882             | Gemarkung Niederneukirch, baugeschichtlich von Bedeutung; zwischen 2000 und 2008 abgerissen | 09288691 |
| Direkt Bild zu diesem Denkmal hochladen | Stall, Scheune und Fränkischer Torbogen eines ehemaligen Dreiseithofes | Weifaer Weg 2 (Karte)               | 1. Hälfte 19. Jahrhundert (Seitengebäude)                  | Gemarkung Oberneukirch (Steinigtwolmsdorfer Anteil), baugeschichtlich und sozialgeschichtlich von Bedeutung, DDR-Liste (Torbogen), am Wohnhaus (kein Denkmal) Schlussstein bezeichnet mit 1819. Zwischen 2018 und 2022 von der Denkmalliste gestrichen. | 09288752 |
| Direkt Bild zu diesem Denkmal hochladen | Wohnhaus                                                               | Weifaer Weg 10 (Karte)              | Um 1850                                                    | Gemarkung Oberneukirch (Steinigtwolmsdorfer Anteil), baugeschichtlich von Bedeutung, zweigeschossig. Zwischen 2018 und 2022 von der Denkmalliste gestrichen. | 09288724 |
| Direkt Bild zu diesem Denkmal hochladen | Fachwerk-Wohnhaus mit massivem Vorhäuschen und rückwärtigem Anbau      | Weststraße 4 (Karte)                | 1. Hälfte 19. Jahrhundert                                  | Gemarkung Oberneukirch, baugeschichtliche und ortsbildprägende Bedeutung; zwischen 2000 und 2008 abgerissen | 08986191 |
| Direkt Bild zu diesem Denkmal hochladen | Brot-, Weiß- und Feinbäckerei; Wohnhaus (Bäckerei) in offener Bebauung | Wilthener Straße 4 (Karte)          | Mitte 19. Jahrhundert                                      | Gemarkung Oberneukirch, baugeschichtlich von Bedeutung, Obergeschoss und Giebel verbrettert (Ornament, u. a. Sonnen). Zwischen 2018 und 2022 von der Denkmalliste gestrichen. | 09288823 |
|                                         | Wohnstallhaus                                                          | Wilthener Straße 53 (Karte)         | Mitte 19. Jahrhundert                                      | Gemarkung Oberneukirch (Steinigtwolmsdorfer Anteil), baugeschichtlich von Bedeutung, Obergeschoss Fachwerk, verputzt, Giebel mit Kunstschiefer, Lehmausfachung, Gebäude stand bis 2001 irrtümlich unter „Oststraße 53“ in der Denkmalliste. Zwischen 2017 und 2024 aus der Denkmalliste gestrichen. | 09288827 |
|                                         | Wohnhaus in offener Bebauung                                           | Wilthener Straße 68 (Karte)         | Um 1900                                                    | Gemarkung Oberneukirch (Steinigtwolmsdorfer Anteil), baugeschichtlich von Bedeutung, Krüppelwalmdach. Zwischen 2018 und 2022 von der Denkmalliste gestrichen. | 09288760 |

## Tabellenlegende
- Bild: Bild des Kulturdenkmals, ggf. zusätzlich mit einem Link zu weiteren Fotos des Kulturdenkmals im Medienarchiv Wikimedia Commons. Wenn man auf das Kamerasymbol klickt, können Fotos zu Kulturdenkmalen aus dieser Liste hochgeladen werden:
- Bezeichnung: Denkmalgeschützte Objekte und ggf. Bauwerksname des Kulturdenkmals
- Lage: Straßenname und Hausnummer oder Flurstücknummer des Kulturdenkmals. Die Grundsortierung der Liste erfolgt nach dieser Adresse. Der Link (Karte) führt zu verschiedenen Kartendiensten mit der Position des Kulturdenkmals. Fehlt dieser Link, wurden die Koordinaten noch nicht eingetragen. Sind diese bekannt, können sie über ein Tool mit einer Kartenansicht einfach nachgetragen werden. In dieser Kartenansicht sind Kulturdenkmale ohne Koordinaten mit einem roten bzw. orangen Marker dargestellt und können durch Verschieben auf die richtige Position in der Karte mit Koordinaten versehen werden. Kulturdenkmale ohne Bild sind an einem blauen bzw. roten Marker erkennbar.
- Datierung: Baubeginn, Fertigstellung, Datum der Erstnennung oder grobe zeitliche Einordnung entsprechend des Eintrags in der sächsischen Denkmaldatenbank
- Beschreibung: Kurzcharakteristik des Kulturdenkmals entsprechend des Eintrags in der sächsischen Denkmaldatenbank, ggf. ergänzt durch die dort nur selten veröffentlichten Erfassungstexte oder zusätzliche Informationen
- ID: Vom Landesamt für Denkmalpflege Sachsen vergebene, das Kulturdenkmal eindeutig identifizierende Objekt-Nummer. Der Link führt zum PDF-Denkmaldokument des Landesamtes für Denkmalpflege Sachsen. Bei ehemaligen Kulturdenkmalen können die Objektnummern unbekannt sein und deshalb fehlen bzw. die Links von aus der Datenbank entfernten Objektnummern ins Leere führen. Ein ggf. vorhandenes Icon  führt zu den Angaben des Kulturdenkmals bei Wikidata.

## Ausführliche Denkmaltexte
1. ↑  13 Grabanlagen (Einzeldenkmale der Sachgesamtheit Friedhof Neukirch):

13 Grabanlagen
  - Grabanlage Fam. Dittrich und Strupp: dreizoniger Wandaufbau, in der Mitte Ädikula mit segnendem Christus, um 1900
  - Grabanlage Fam. Max Paul Sengeboden, geboren 1878, gestorben 1911, Mühlenbesitzer in Niederneukirch: dreizoniger Wandaufbau, Mitte überhöht, polierte Granitplatte mit Inschrift
  - Grabanlage Fam. Martin Bruno Stiebitz, geboren 1878, gestorben 1924, Bürgermeister
  - Grabanlage mit Einfriedung aus Jugendstilelementen in Ecklage: Carl August Eduard Augst, geboren 1851, gestorben 1904
  - Grabanlage Fam. Carl Friedrich Richter, geboren 1842, gestorben 1901: dreizoniger Wandaufbau mit Ädikula und Segmentgiebel, rechts und links der Ädikula je eine Urne
  - Grabanlage Fam. Karl Gottlob Richter, geboren 1844, gestorben 1897: einfaches Grabmal mit Ornamentfries und mittig abgesetztem rustiziertem Bogen
  - Grabanlage mit aufwendigem Sandsteingrabmal: reich geschmückte Ädikula mit gesprengtem Giebel, darin Kartusche mit Kreuz und den Initialen HL
  - Grabanlage Carl Ehregott Lehmann, geboren 1845, gestorben 1908, Uhrmacher, Kirchen- und Sparkassenkassierer, dreizoniger Wandaufbau mit betontem Mittelteil durch Ädikula, im Segmentbogenfeld Muschelvolute mit Kreuz, flankierende Wandfelder mit Bogenabschluss
  - Grabanlage Fam. Willi Albert, geboren 1885, gestorben 1965, geometrisches Grabmal aus rotem Granit, dreizonig, Inschrift mit Kupferbuchstaben
  - Grabanlage Robert Hellriegel, geboren 1872, gestorben 1925, Bildhauermeister: Ädikula aus Granit, geschweifter Abschluss mit Girlande, Inschrifttafel mit Innungszeichen
  - Grabanlage ohne Inschrift: gleiche künstlerische Handschrift wie Grabanlage Hellriegel (gleiche Oberflächenbearbeitung des Steins), durch Pilaster gegliederter dreizoniger Wandaufbau, Mitte durch Segmentbogen überhöht, darin Blumenkorb mit seitlichen Füllhörnern
  - Grabanlage Gustav Steglich, geboren 1871, gestorben 1935: schwarzer Granit mit trauernder weiblicher Figur als Relief in halbrunder Nische
  - Grabanlage Fam. Max Hultsch, geboren 1865, gestorben 1944, Zwieback-Bäcker: Wandgrab in Ecklage, in der Mitte Gedenkplatte mit Namen, Bekrönung durch zwei aufgesetzte Schalen, seitlich zwei Sandsteintafeln in profilierten Rundbogennischen, Anlage betont durch begrüntes Rondell.
2. ↑  Kirche Oberneukirch:

Große schlichte Saalkirche, 1723–53 unter der Leitung des Maurermeisters Balthasar Neumann, Turm 1749–53 nach einem Riss des Pfarrers M. Christ. Laurentius aus Wehlen errichtet, 1782 westliche kleine Halle zum Treppenhaus erweitert und Verlegung der Kanzel über den Altar, 1873 Vergrößerung des Chores, 1904 Erweiterung des südlich vorgelegten Treppenhauses durch den Architekten Woldemar Kandler aus Dresden. Restaurierung 1851. Verputzter Bruchsteinbau mit gerade abschließendem Chor und Sakristeianbau, Satteldach und einfachem Rundbogenportal. Quadratischer zweigeschossiger Westturm mit hohem achtseitigem Glockengeschoss, Haube und Laterne. Das Innere über einer Kehle flachgedeckt. Schlichte zweigeschossige Holzemporen an drei Seiten, die obere Empore umlaufend. An der Nordseite die Herrschaftsloge mit zwei großen Rundbogenöffnungen und der Huldenbergschen Gruft. Die Raumwirkung bestimmt neben den Emporen der reizvolle Kanzelaltar aus Holz, Aufbau um 1750: dreifach verkröpfte Pilaster korinthischer Ordnung tragen die seitlich der Kanzeltür ausschwingenden Voluten, die wiederum den rankengeschmückten Kanzelaufsatz mit Strahlenkranz darüber stützen, während ein Putto den polygonalen Kanzelkorb trägt. Die sarkophagartige hölzerne Mensa schmücken Blattgehänge und Palmzweige. Links des Altares über einer Sakristeitür das Epitaph des Daniel Erasmus Freiherrn von Huldenburg († 1733), als Ritterbüste in der Rundbogennische einer Ädikula mit dem Huldenbergschen Wappen unter dem Dreieckgiebel. Auf der gegenüberliegenden Seite des Altares über einer Sakristeitür das Epitaph des Gottlob Erasmus Kurt Freiherrn von Huldenburg († 1812): die ausdrucksvolle überlebensgroße Gipsbüste eines jugendlichen Mannes steht in einer Rundbogennische mit darüber angebrachtem Huldenbergschen Wappen. Orgel, Opus 1 von Hermann Eule, 1873, umgebaut 1941. Sonnenuhr.
3. ↑  24 Grabmale (Einzeldenkmale der Sachgesamtheit Kirche und Kirchhof Oberneukirch):

  - Grabmale an der Kirchenwand und Gruft:
    - barockes Grabmal: Tobias Tieße (?), geboren 1696, gestorben 1718
    - zwei barocke Grabsteine: rechts Pastor M. Casparius Clungius, geboren 1604, gestorben 1671, rechts stark angewittert
    - barockes Grabmal: Johann Gottfried Metzner, geboren 1676, gestorben 1723
    - Grabmal Christian Traugott Droschütz, 19. Jahrhundert
    - Grabmal aus Sandstein für einen Diakon, geboren in Zittau, stark angewittert

  - Grabmale auf dem Kirchhof:
    - Grabmal Ernst Reinhold Zosel, geboren 1864, gestorben 1914, Gutsbesitzer und Gemeindevorstand in Ringenhain
    - dreizoniges verwittertes Sandsteingrabmal mit aufwendigem Mittelteil, von kannelierten Säulen flankiert
    - Grabmal Christian Wilhelm Lehmann, geboren 1842, gestorben 1902, Sandstein
    - Grabmal Traugott Gottlob Berthold, geboren 1775, gestorben 1871
    - Grabmal Carl August Thomas, geboren 1774, gestorben 1861, Steinmetz, Sandsteinkubus mit Resten eines Kreuzaufsatzes
    - Grabmal Carl Gottlob Trubel, geboren 1817, gestorben 1892, Gutsauszügler, stark angewittert
    - Grabmal Carl Gottl. Werner, geboren 1806, gestorben 1896, Bauer im Oberdorf
    - Grabmal aus Sandstein, stark angewittert
    - Grabmal Fam. Wilhelm Traugott Berthold, geboren 1827, gestorben 1894, Grundstücksbesitzer und Klempner
    - Reste eines Grabmalaufsatzes, Johann Gottl. Günther, geboren 1813, gestorben 1878
    - neogotisches Sandsteingrabmal, stark angewittert
    - Grabmal Fam. Christiane (geboren 1817, gestorben 1854) und Christian Günther (geboren 1813, gestorben 1854), Granitstein mit Kreuz
    - Grabmal Karl Traugott Peter, geboren 1816, gestorben 1900, Auszügler und Ortsrichter von Neukirch
    - Grabmal aus Sandstein mit trauerndem Engel
    - Grabmal Christiane Friederike Lehmann, geboren 1806, gestorben 1881
    - Grabmal Eleonore Werner, geboren 1794, gestorben 1874, Metallkreuz
    - Grabmal, stark verwittert (Bildhauer Otto & Schreiber aus Großpostwitz)
    - Grabmal aus stark angewittertem Sandstein, ohne Inschrift
    - Grabmal Carl Wilhelm Thomas, geboren 1838, gestorben 1893, Fabrikant in Ringenhain
    - Grabmal aus stark angewittertem Sandstein, Gottlob Freund (?), gestorben 1894